# Kosmoceratops
Kosmoceratops („geschmücktes Horngesicht“) ist eine ausgestorbene Gattung der Vogelbeckensaurier aus der Gruppe der Ceratopsia bzw. aus deren Untergruppe Chasmosaurinae. Kosmoceratops lebte während der Oberkreide (spätes Campanium) in der Gegend des heutigen Utah (USA); ihre Fossilien wurden in der Kaiparowits-Formation freigelegt. Der zur Art Kosmoceratops richardsoni gehörende Holotypus wurde im Jahr 2010 von Sampson et al. beschrieben.

## Beschreibung

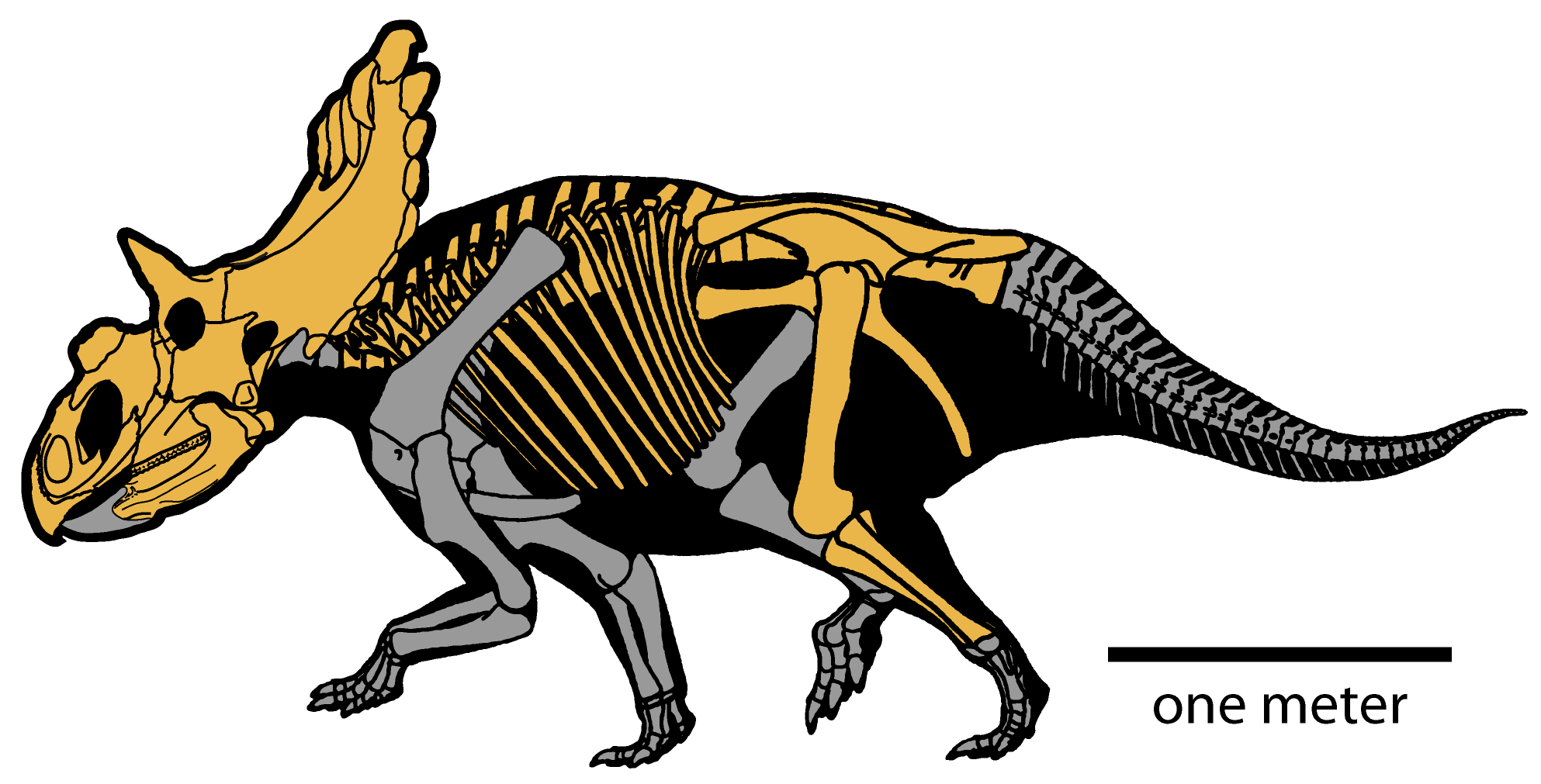
Bisher gefundene Skelettteile von Kosmoceratops richardsoni

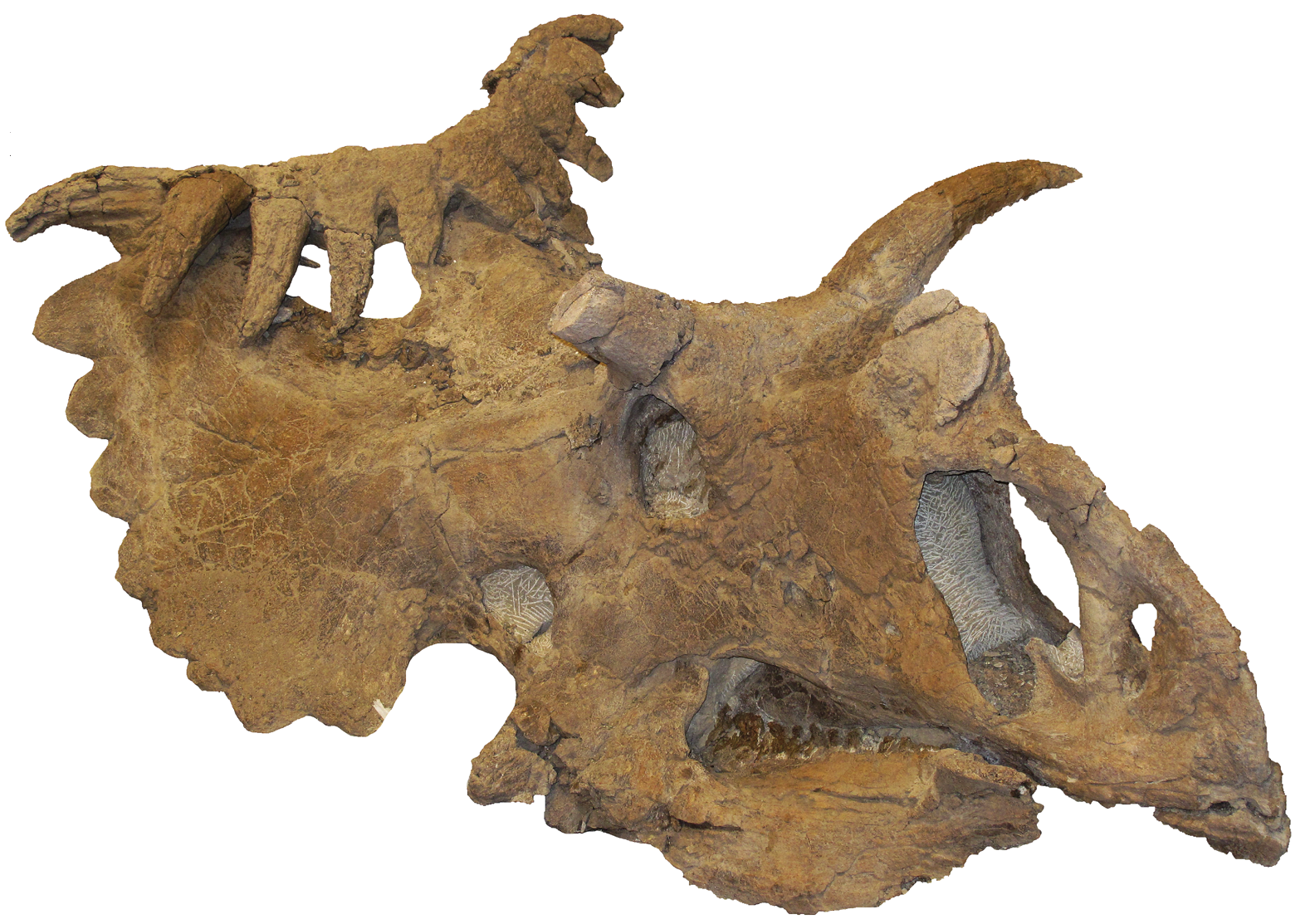
Schädel des Holotypus von Kosmoceratops richardsoni

Kosmoceratops war ein quadrupeder Pflanzenfresser der bei einer Höhe von 1,8 Metern eine Länge von bis zu fünf Metern erreichte. Die Tiere besaßen wahrscheinlich ein Gewicht von bis zu 2,5 Tonnen. Kosmoceratops trug einen zwei Meter großen, mit Hörnern besetzten Schädel. Er besaß 15 Hörner: zehn an seiner Halskrause, jeweils eines über seinen Augen, ein Horn auf seiner Nase und eines an jeder Wange. Über den Zweck des namensgebenden Kopfschmucks gibt es unter Paläontologen verschiedene Theorien, darunter die Regulierung der Körpertemperatur, die leichte Erkennung von Mitgliedern der eigenen Art bis hin zur Verteidigung gegen Fressfeinde. Als am wahrscheinlichsten gilt derzeit die Theorie, dass der Kopfschmuck während der Paarung als Teil des Imponierverhaltens genutzt wurde.

## Systematik

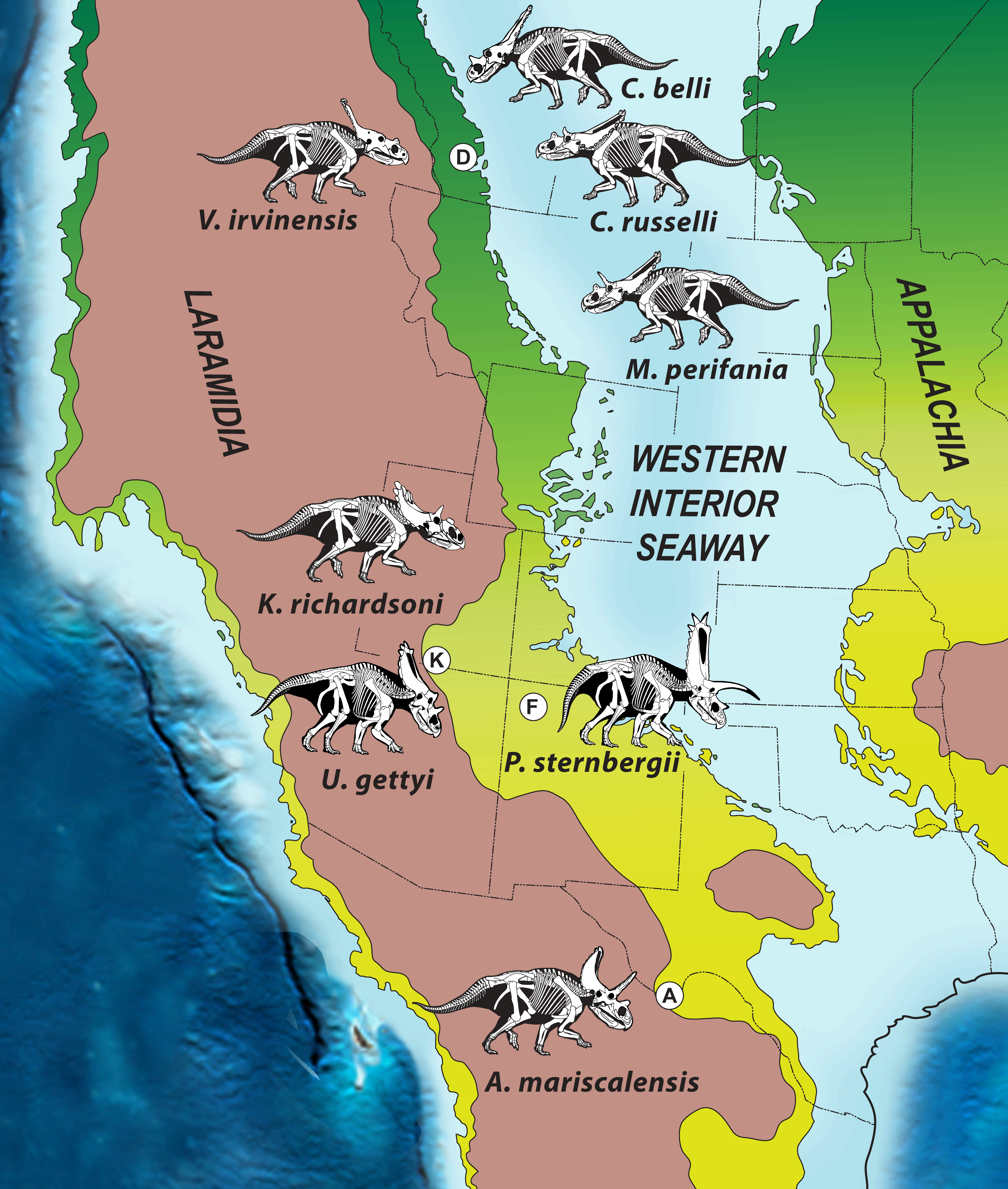
Karte des westlichen Nordamerika während der Oberkreide mit Fundorten diverser Chasmosaurinae

Untenstehend ist die Systematik der Chasmosaurinae inklusive des Kosmoceratops nach Caleb Brown und Donald Henderson aus dem Jahr 2015 abgebildet:
|  | Vagaceratops irvinensis   |
|  |                           |
|  | Kosmoceratops richardsoni |
|  |                           |

|  | \| \| Chasmosaurus belli \| \| \| \| \| \| Chasmosaurus russeli \| \| \| \| |
|  |                                                                             |
|  | Mojoceratops perifania                                                      |
|  |                                                                             |
|  | Chasmosaurus belli                                                          |
|  |                                                                             |
|  | Chasmosaurus russeli                                                        |
|  |                                                                             |

|  | Chasmosaurus belli   |
|  |                      |
|  | Chasmosaurus russeli |
|  |                      |

|  | \| \| Chasmosaurus belli \| \| \| \| \| \| Chasmosaurus russeli \| \| \| \| |
|  |                                                                             |
|  | Mojoceratops perifania                                                      |
|  |                                                                             |
|  | Chasmosaurus belli                                                          |
|  |                                                                             |
|  | Chasmosaurus russeli                                                        |
|  |                                                                             |

|  | Chasmosaurus belli   |
|  |                      |
|  | Chasmosaurus russeli |
|  |                      |

|  | Utahceratops gettyi       |
|  |                           |
|  | Pentaceratops sternbergii |
|  |                           |

|  | \| \| Chasmosaurus belli \| \| \| \| \| \| Chasmosaurus russeli \| \| \| \| |
|  |                                                                             |
|  | Mojoceratops perifania                                                      |
|  |                                                                             |
|  | Chasmosaurus belli                                                          |
|  |                                                                             |
|  | Chasmosaurus russeli                                                        |
|  |                                                                             |

|  | Chasmosaurus belli   |
|  |                      |
|  | Chasmosaurus russeli |
|  |                      |

|  | \| \| Chasmosaurus belli \| \| \| \| \| \| Chasmosaurus russeli \| \| \| \| |
|  |                                                                             |
|  | Mojoceratops perifania                                                      |
|  |                                                                             |
|  | Chasmosaurus belli                                                          |
|  |                                                                             |
|  | Chasmosaurus russeli                                                        |
|  |                                                                             |

|  | Chasmosaurus belli   |
|  |                      |
|  | Chasmosaurus russeli |
|  |                      |

|  | Utahceratops gettyi       |
|  |                           |
|  | Pentaceratops sternbergii |
|  |                           |

|  | Bravoceratops polyphemus     |
|  |                              |
|  | Coahuilaceratops magnacuerna |
|  |                              |

|  | \| \| Chasmosaurus belli \| \| \| \| \| \| Chasmosaurus russeli \| \| \| \| |
|  |                                                                             |
|  | Mojoceratops perifania                                                      |
|  |                                                                             |
|  | Chasmosaurus belli                                                          |
|  |                                                                             |
|  | Chasmosaurus russeli                                                        |
|  |                                                                             |

|  | Chasmosaurus belli   |
|  |                      |
|  | Chasmosaurus russeli |
|  |                      |

|  | \| \| Chasmosaurus belli \| \| \| \| \| \| Chasmosaurus russeli \| \| \| \| |
|  |                                                                             |
|  | Mojoceratops perifania                                                      |
|  |                                                                             |
|  | Chasmosaurus belli                                                          |
|  |                                                                             |
|  | Chasmosaurus russeli                                                        |
|  |                                                                             |

|  | Chasmosaurus belli   |
|  |                      |
|  | Chasmosaurus russeli |
|  |                      |

|  | Utahceratops gettyi       |
|  |                           |
|  | Pentaceratops sternbergii |
|  |                           |

|  | \| \| Chasmosaurus belli \| \| \| \| \| \| Chasmosaurus russeli \| \| \| \| |
|  |                                                                             |
|  | Mojoceratops perifania                                                      |
|  |                                                                             |
|  | Chasmosaurus belli                                                          |
|  |                                                                             |
|  | Chasmosaurus russeli                                                        |
|  |                                                                             |

|  | Chasmosaurus belli   |
|  |                      |
|  | Chasmosaurus russeli |
|  |                      |

|  | \| \| Chasmosaurus belli \| \| \| \| \| \| Chasmosaurus russeli \| \| \| \| |
|  |                                                                             |
|  | Mojoceratops perifania                                                      |
|  |                                                                             |
|  | Chasmosaurus belli                                                          |
|  |                                                                             |
|  | Chasmosaurus russeli                                                        |
|  |                                                                             |

|  | Chasmosaurus belli   |
|  |                      |
|  | Chasmosaurus russeli |
|  |                      |

|  | Utahceratops gettyi       |
|  |                           |
|  | Pentaceratops sternbergii |
|  |                           |

|  | Bravoceratops polyphemus     |
|  |                              |
|  | Coahuilaceratops magnacuerna |
|  |                              |

|  | Anchiceratops ornatus     |
|  |                           |
|  | Arrhinoceratops brachyops |
|  |                           |

|  | Torosaurus latus     |
|  |                      |
|  | Torosaurus utahensis |
|  |                      |

|  | Triceratops prorsus  |
|  |                      |
|  | Triceratops horridus |
|  |                      |

|  | Torosaurus latus     |
|  |                      |
|  | Torosaurus utahensis |
|  |                      |

|  | Triceratops prorsus  |
|  |                      |
|  | Triceratops horridus |
|  |                      |

|  | Torosaurus latus     |
|  |                      |
|  | Torosaurus utahensis |
|  |                      |

|  | Triceratops prorsus  |
|  |                      |
|  | Triceratops horridus |
|  |                      |

|  | Torosaurus latus     |
|  |                      |
|  | Torosaurus utahensis |
|  |                      |

|  | Triceratops prorsus  |
|  |                      |
|  | Triceratops horridus |
|  |                      |

|  | Torosaurus latus     |
|  |                      |
|  | Torosaurus utahensis |
|  |                      |

|  | Triceratops prorsus  |
|  |                      |
|  | Triceratops horridus |
|  |                      |

|  | Torosaurus latus     |
|  |                      |
|  | Torosaurus utahensis |
|  |                      |

|  | Triceratops prorsus  |
|  |                      |
|  | Triceratops horridus |
|  |                      |

|  | Torosaurus latus     |
|  |                      |
|  | Torosaurus utahensis |
|  |                      |

|  | Triceratops prorsus  |
|  |                      |
|  | Triceratops horridus |
|  |                      |

|  | Torosaurus latus     |
|  |                      |
|  | Torosaurus utahensis |
|  |                      |

|  | Triceratops prorsus  |
|  |                      |
|  | Triceratops horridus |
|  |                      |

|  | Torosaurus latus     |
|  |                      |
|  | Torosaurus utahensis |
|  |                      |

|  | Triceratops prorsus  |
|  |                      |
|  | Triceratops horridus |
|  |                      |

|  | Torosaurus latus     |
|  |                      |
|  | Torosaurus utahensis |
|  |                      |

|  | Triceratops prorsus  |
|  |                      |
|  | Triceratops horridus |
|  |                      |

|  | Torosaurus latus     |
|  |                      |
|  | Torosaurus utahensis |
|  |                      |

|  | Triceratops prorsus  |
|  |                      |
|  | Triceratops horridus |
|  |                      |

|  | Torosaurus latus     |
|  |                      |
|  | Torosaurus utahensis |
|  |                      |

|  | Triceratops prorsus  |
|  |                      |
|  | Triceratops horridus |
|  |                      |

|  | Torosaurus latus     |
|  |                      |
|  | Torosaurus utahensis |
|  |                      |

|  | Triceratops prorsus  |
|  |                      |
|  | Triceratops horridus |
|  |                      |

|  | Torosaurus latus     |
|  |                      |
|  | Torosaurus utahensis |
|  |                      |

|  | Triceratops prorsus  |
|  |                      |
|  | Triceratops horridus |
|  |                      |

|  | Torosaurus latus     |
|  |                      |
|  | Torosaurus utahensis |
|  |                      |

|  | Triceratops prorsus  |
|  |                      |
|  | Triceratops horridus |
|  |                      |

|  | Torosaurus latus     |
|  |                      |
|  | Torosaurus utahensis |
|  |                      |

|  | Triceratops prorsus  |
|  |                      |
|  | Triceratops horridus |
|  |                      |

|  | Torosaurus latus     |
|  |                      |
|  | Torosaurus utahensis |
|  |                      |

|  | Triceratops prorsus  |
|  |                      |
|  | Triceratops horridus |
|  |                      |

|  | Torosaurus latus     |
|  |                      |
|  | Torosaurus utahensis |
|  |                      |

|  | Triceratops prorsus  |
|  |                      |
|  | Triceratops horridus |
|  |                      |

|  | Torosaurus latus     |
|  |                      |
|  | Torosaurus utahensis |
|  |                      |

|  | Triceratops prorsus  |
|  |                      |
|  | Triceratops horridus |
|  |                      |

|  | Torosaurus latus     |
|  |                      |
|  | Torosaurus utahensis |
|  |                      |

|  | Triceratops prorsus  |
|  |                      |
|  | Triceratops horridus |
|  |                      |

|  | Torosaurus latus     |
|  |                      |
|  | Torosaurus utahensis |
|  |                      |

|  | Triceratops prorsus  |
|  |                      |
|  | Triceratops horridus |
|  |                      |

|  | Torosaurus latus     |
|  |                      |
|  | Torosaurus utahensis |
|  |                      |

|  | Triceratops prorsus  |
|  |                      |
|  | Triceratops horridus |
|  |                      |

|  | Torosaurus latus     |
|  |                      |
|  | Torosaurus utahensis |
|  |                      |

|  | Triceratops prorsus  |
|  |                      |
|  | Triceratops horridus |
|  |                      |

|  | Torosaurus latus     |
|  |                      |
|  | Torosaurus utahensis |
|  |                      |

|  | Triceratops prorsus  |
|  |                      |
|  | Triceratops horridus |
|  |                      |

|  | Torosaurus latus     |
|  |                      |
|  | Torosaurus utahensis |
|  |                      |

|  | Triceratops prorsus  |
|  |                      |
|  | Triceratops horridus |
|  |                      |

|  | Torosaurus latus     |
|  |                      |
|  | Torosaurus utahensis |
|  |                      |

|  | Triceratops prorsus  |
|  |                      |
|  | Triceratops horridus |
|  |                      |

|  | Torosaurus latus     |
|  |                      |
|  | Torosaurus utahensis |
|  |                      |

|  | Triceratops prorsus  |
|  |                      |
|  | Triceratops horridus |
|  |                      |

|  | Torosaurus latus     |
|  |                      |
|  | Torosaurus utahensis |
|  |                      |

|  | Triceratops prorsus  |
|  |                      |
|  | Triceratops horridus |
|  |                      |

|  | Torosaurus latus     |
|  |                      |
|  | Torosaurus utahensis |
|  |                      |

|  | Triceratops prorsus  |
|  |                      |
|  | Triceratops horridus |
|  |                      |

|  | Torosaurus latus     |
|  |                      |
|  | Torosaurus utahensis |
|  |                      |

|  | Triceratops prorsus  |
|  |                      |
|  | Triceratops horridus |
|  |                      |

|  | Torosaurus latus     |
|  |                      |
|  | Torosaurus utahensis |
|  |                      |

|  | Triceratops prorsus  |
|  |                      |
|  | Triceratops horridus |
|  |                      |

|  | Torosaurus latus     |
|  |                      |
|  | Torosaurus utahensis |
|  |                      |

|  | Triceratops prorsus  |
|  |                      |
|  | Triceratops horridus |
|  |                      |

|  | Torosaurus latus     |
|  |                      |
|  | Torosaurus utahensis |
|  |                      |

|  | Triceratops prorsus  |
|  |                      |
|  | Triceratops horridus |
|  |                      |

|  | Torosaurus latus     |
|  |                      |
|  | Torosaurus utahensis |
|  |                      |

|  | Triceratops prorsus  |
|  |                      |
|  | Triceratops horridus |
|  |                      |

|  | Torosaurus latus     |
|  |                      |
|  | Torosaurus utahensis |
|  |                      |

|  | Triceratops prorsus  |
|  |                      |
|  | Triceratops horridus |
|  |                      |

|  | Torosaurus latus     |
|  |                      |
|  | Torosaurus utahensis |
|  |                      |

|  | Triceratops prorsus  |
|  |                      |
|  | Triceratops horridus |
|  |                      |

|  | Torosaurus latus     |
|  |                      |
|  | Torosaurus utahensis |
|  |                      |

|  | Triceratops prorsus  |
|  |                      |
|  | Triceratops horridus |
|  |                      |

|  | Torosaurus latus     |
|  |                      |
|  | Torosaurus utahensis |
|  |                      |

|  | Triceratops prorsus  |
|  |                      |
|  | Triceratops horridus |
|  |                      |

|  | Torosaurus latus     |
|  |                      |
|  | Torosaurus utahensis |
|  |                      |

|  | Triceratops prorsus  |
|  |                      |
|  | Triceratops horridus |
|  |                      |

|  | Torosaurus latus     |
|  |                      |
|  | Torosaurus utahensis |
|  |                      |

|  | Triceratops prorsus  |
|  |                      |
|  | Triceratops horridus |
|  |                      |

|  | Torosaurus latus     |
|  |                      |
|  | Torosaurus utahensis |
|  |                      |

|  | Triceratops prorsus  |
|  |                      |
|  | Triceratops horridus |
|  |                      |

|  | Torosaurus latus     |
|  |                      |
|  | Torosaurus utahensis |
|  |                      |

|  | Triceratops prorsus  |
|  |                      |
|  | Triceratops horridus |
|  |                      |

|  | Torosaurus latus     |
|  |                      |
|  | Torosaurus utahensis |
|  |                      |

|  | Triceratops prorsus  |
|  |                      |
|  | Triceratops horridus |
|  |                      |

|  | Torosaurus latus     |
|  |                      |
|  | Torosaurus utahensis |
|  |                      |

|  | Triceratops prorsus  |
|  |                      |
|  | Triceratops horridus |
|  |                      |

|  | Torosaurus latus     |
|  |                      |
|  | Torosaurus utahensis |
|  |                      |

|  | Triceratops prorsus  |
|  |                      |
|  | Triceratops horridus |
|  |                      |

|  | Torosaurus latus     |
|  |                      |
|  | Torosaurus utahensis |
|  |                      |

|  | Triceratops prorsus  |
|  |                      |
|  | Triceratops horridus |
|  |                      |

|  | Torosaurus latus     |
|  |                      |
|  | Torosaurus utahensis |
|  |                      |

|  | Triceratops prorsus  |
|  |                      |
|  | Triceratops horridus |
|  |                      |

|  | Torosaurus latus     |
|  |                      |
|  | Torosaurus utahensis |
|  |                      |

|  | Triceratops prorsus  |
|  |                      |
|  | Triceratops horridus |
|  |                      |

|  | Torosaurus latus     |
|  |                      |
|  | Torosaurus utahensis |
|  |                      |

|  | Triceratops prorsus  |
|  |                      |
|  | Triceratops horridus |
|  |                      |

|  | Torosaurus latus     |
|  |                      |
|  | Torosaurus utahensis |
|  |                      |

|  | Triceratops prorsus  |
|  |                      |
|  | Triceratops horridus |
|  |                      |

|  | Torosaurus latus     |
|  |                      |
|  | Torosaurus utahensis |
|  |                      |

|  | Triceratops prorsus  |
|  |                      |
|  | Triceratops horridus |
|  |                      |

|  | Torosaurus latus     |
|  |                      |
|  | Torosaurus utahensis |
|  |                      |

|  | Triceratops prorsus  |
|  |                      |
|  | Triceratops horridus |
|  |                      |

|  | Torosaurus latus     |
|  |                      |
|  | Torosaurus utahensis |
|  |                      |

|  | Triceratops prorsus  |
|  |                      |
|  | Triceratops horridus |
|  |                      |

|  | Torosaurus latus     |
|  |                      |
|  | Torosaurus utahensis |
|  |                      |

|  | Triceratops prorsus  |
|  |                      |
|  | Triceratops horridus |
|  |                      |

|  | Torosaurus latus     |
|  |                      |
|  | Torosaurus utahensis |
|  |                      |

|  | Triceratops prorsus  |
|  |                      |
|  | Triceratops horridus |
|  |                      |

|  | Torosaurus latus     |
|  |                      |
|  | Torosaurus utahensis |
|  |                      |

|  | Triceratops prorsus  |
|  |                      |
|  | Triceratops horridus |
|  |                      |

|  | Torosaurus latus     |
|  |                      |
|  | Torosaurus utahensis |
|  |                      |

|  | Triceratops prorsus  |
|  |                      |
|  | Triceratops horridus |
|  |                      |

|  | Torosaurus latus     |
|  |                      |
|  | Torosaurus utahensis |
|  |                      |

|  | Triceratops prorsus  |
|  |                      |
|  | Triceratops horridus |
|  |                      |

|  | Torosaurus latus     |
|  |                      |
|  | Torosaurus utahensis |
|  |                      |

|  | Triceratops prorsus  |
|  |                      |
|  | Triceratops horridus |
|  |                      |

|  | Torosaurus latus     |
|  |                      |
|  | Torosaurus utahensis |
|  |                      |

|  | Triceratops prorsus  |
|  |                      |
|  | Triceratops horridus |
|  |                      |

|  | Torosaurus latus     |
|  |                      |
|  | Torosaurus utahensis |
|  |                      |

|  | Triceratops prorsus  |
|  |                      |
|  | Triceratops horridus |
|  |                      |

|  | Torosaurus latus     |
|  |                      |
|  | Torosaurus utahensis |
|  |                      |

|  | Triceratops prorsus  |
|  |                      |
|  | Triceratops horridus |
|  |                      |

|  | Torosaurus latus     |
|  |                      |
|  | Torosaurus utahensis |
|  |                      |

|  | Triceratops prorsus  |
|  |                      |
|  | Triceratops horridus |
|  |                      |

|  | Torosaurus latus     |
|  |                      |
|  | Torosaurus utahensis |
|  |                      |

|  | Triceratops prorsus  |
|  |                      |
|  | Triceratops horridus |
|  |                      |

|  | Anchiceratops ornatus     |
|  |                           |
|  | Arrhinoceratops brachyops |
|  |                           |

|  | Torosaurus latus     |
|  |                      |
|  | Torosaurus utahensis |
|  |                      |

|  | Triceratops prorsus  |
|  |                      |
|  | Triceratops horridus |
|  |                      |

|  | Torosaurus latus     |
|  |                      |
|  | Torosaurus utahensis |
|  |                      |

|  | Triceratops prorsus  |
|  |                      |
|  | Triceratops horridus |
|  |                      |

|  | Torosaurus latus     |
|  |                      |
|  | Torosaurus utahensis |
|  |                      |

|  | Triceratops prorsus  |
|  |                      |
|  | Triceratops horridus |
|  |                      |

|  | Torosaurus latus     |
|  |                      |
|  | Torosaurus utahensis |
|  |                      |

|  | Triceratops prorsus  |
|  |                      |
|  | Triceratops horridus |
|  |                      |

|  | Torosaurus latus     |
|  |                      |
|  | Torosaurus utahensis |
|  |                      |

|  | Triceratops prorsus  |
|  |                      |
|  | Triceratops horridus |
|  |                      |

|  | Torosaurus latus     |
|  |                      |
|  | Torosaurus utahensis |
|  |                      |

|  | Triceratops prorsus  |
|  |                      |
|  | Triceratops horridus |
|  |                      |

|  | Torosaurus latus     |
|  |                      |
|  | Torosaurus utahensis |
|  |                      |

|  | Triceratops prorsus  |
|  |                      |
|  | Triceratops horridus |
|  |                      |

|  | Torosaurus latus     |
|  |                      |
|  | Torosaurus utahensis |
|  |                      |

|  | Triceratops prorsus  |
|  |                      |
|  | Triceratops horridus |
|  |                      |

|  | Torosaurus latus     |
|  |                      |
|  | Torosaurus utahensis |
|  |                      |

|  | Triceratops prorsus  |
|  |                      |
|  | Triceratops horridus |
|  |                      |

|  | Torosaurus latus     |
|  |                      |
|  | Torosaurus utahensis |
|  |                      |

|  | Triceratops prorsus  |
|  |                      |
|  | Triceratops horridus |
|  |                      |

|  | Torosaurus latus     |
|  |                      |
|  | Torosaurus utahensis |
|  |                      |

|  | Triceratops prorsus  |
|  |                      |
|  | Triceratops horridus |
|  |                      |

|  | Torosaurus latus     |
|  |                      |
|  | Torosaurus utahensis |
|  |                      |

|  | Triceratops prorsus  |
|  |                      |
|  | Triceratops horridus |
|  |                      |

|  | Torosaurus latus     |
|  |                      |
|  | Torosaurus utahensis |
|  |                      |

|  | Triceratops prorsus  |
|  |                      |
|  | Triceratops horridus |
|  |                      |

|  | Torosaurus latus     |
|  |                      |
|  | Torosaurus utahensis |
|  |                      |

|  | Triceratops prorsus  |
|  |                      |
|  | Triceratops horridus |
|  |                      |

|  | Torosaurus latus     |
|  |                      |
|  | Torosaurus utahensis |
|  |                      |

|  | Triceratops prorsus  |
|  |                      |
|  | Triceratops horridus |
|  |                      |

|  | Torosaurus latus     |
|  |                      |
|  | Torosaurus utahensis |
|  |                      |

|  | Triceratops prorsus  |
|  |                      |
|  | Triceratops horridus |
|  |                      |

|  | Torosaurus latus     |
|  |                      |
|  | Torosaurus utahensis |
|  |                      |

|  | Triceratops prorsus  |
|  |                      |
|  | Triceratops horridus |
|  |                      |

|  | Torosaurus latus     |
|  |                      |
|  | Torosaurus utahensis |
|  |                      |

|  | Triceratops prorsus  |
|  |                      |
|  | Triceratops horridus |
|  |                      |

|  | Torosaurus latus     |
|  |                      |
|  | Torosaurus utahensis |
|  |                      |

|  | Triceratops prorsus  |
|  |                      |
|  | Triceratops horridus |
|  |                      |

|  | Torosaurus latus     |
|  |                      |
|  | Torosaurus utahensis |
|  |                      |

|  | Triceratops prorsus  |
|  |                      |
|  | Triceratops horridus |
|  |                      |

|  | Torosaurus latus     |
|  |                      |
|  | Torosaurus utahensis |
|  |                      |

|  | Triceratops prorsus  |
|  |                      |
|  | Triceratops horridus |
|  |                      |

|  | Torosaurus latus     |
|  |                      |
|  | Torosaurus utahensis |
|  |                      |

|  | Triceratops prorsus  |
|  |                      |
|  | Triceratops horridus |
|  |                      |

|  | Torosaurus latus     |
|  |                      |
|  | Torosaurus utahensis |
|  |                      |

|  | Triceratops prorsus  |
|  |                      |
|  | Triceratops horridus |
|  |                      |

|  | Torosaurus latus     |
|  |                      |
|  | Torosaurus utahensis |
|  |                      |

|  | Triceratops prorsus  |
|  |                      |
|  | Triceratops horridus |
|  |                      |

|  | Torosaurus latus     |
|  |                      |
|  | Torosaurus utahensis |
|  |                      |

|  | Triceratops prorsus  |
|  |                      |
|  | Triceratops horridus |
|  |                      |

|  | Torosaurus latus     |
|  |                      |
|  | Torosaurus utahensis |
|  |                      |

|  | Triceratops prorsus  |
|  |                      |
|  | Triceratops horridus |
|  |                      |

|  | Torosaurus latus     |
|  |                      |
|  | Torosaurus utahensis |
|  |                      |

|  | Triceratops prorsus  |
|  |                      |
|  | Triceratops horridus |
|  |                      |

|  | Torosaurus latus     |
|  |                      |
|  | Torosaurus utahensis |
|  |                      |

|  | Triceratops prorsus  |
|  |                      |
|  | Triceratops horridus |
|  |                      |

|  | Torosaurus latus     |
|  |                      |
|  | Torosaurus utahensis |
|  |                      |

|  | Triceratops prorsus  |
|  |                      |
|  | Triceratops horridus |
|  |                      |

|  | Torosaurus latus     |
|  |                      |
|  | Torosaurus utahensis |
|  |                      |

|  | Triceratops prorsus  |
|  |                      |
|  | Triceratops horridus |
|  |                      |

|  | Torosaurus latus     |
|  |                      |
|  | Torosaurus utahensis |
|  |                      |

|  | Triceratops prorsus  |
|  |                      |
|  | Triceratops horridus |
|  |                      |

|  | Torosaurus latus     |
|  |                      |
|  | Torosaurus utahensis |
|  |                      |

|  | Triceratops prorsus  |
|  |                      |
|  | Triceratops horridus |
|  |                      |

|  | Torosaurus latus     |
|  |                      |
|  | Torosaurus utahensis |
|  |                      |

|  | Triceratops prorsus  |
|  |                      |
|  | Triceratops horridus |
|  |                      |

|  | Torosaurus latus     |
|  |                      |
|  | Torosaurus utahensis |
|  |                      |

|  | Triceratops prorsus  |
|  |                      |
|  | Triceratops horridus |
|  |                      |

|  | Torosaurus latus     |
|  |                      |
|  | Torosaurus utahensis |
|  |                      |

|  | Triceratops prorsus  |
|  |                      |
|  | Triceratops horridus |
|  |                      |

|  | Torosaurus latus     |
|  |                      |
|  | Torosaurus utahensis |
|  |                      |

|  | Triceratops prorsus  |
|  |                      |
|  | Triceratops horridus |
|  |                      |

|  | Torosaurus latus     |
|  |                      |
|  | Torosaurus utahensis |
|  |                      |

|  | Triceratops prorsus  |
|  |                      |
|  | Triceratops horridus |
|  |                      |

|  | Torosaurus latus     |
|  |                      |
|  | Torosaurus utahensis |
|  |                      |

|  | Triceratops prorsus  |
|  |                      |
|  | Triceratops horridus |
|  |                      |

|  | Torosaurus latus     |
|  |                      |
|  | Torosaurus utahensis |
|  |                      |

|  | Triceratops prorsus  |
|  |                      |
|  | Triceratops horridus |
|  |                      |

|  | Torosaurus latus     |
|  |                      |
|  | Torosaurus utahensis |
|  |                      |

|  | Triceratops prorsus  |
|  |                      |
|  | Triceratops horridus |
|  |                      |

|  | Torosaurus latus     |
|  |                      |
|  | Torosaurus utahensis |
|  |                      |

|  | Triceratops prorsus  |
|  |                      |
|  | Triceratops horridus |
|  |                      |

|  | Torosaurus latus     |
|  |                      |
|  | Torosaurus utahensis |
|  |                      |

|  | Triceratops prorsus  |
|  |                      |
|  | Triceratops horridus |
|  |                      |

|  | Torosaurus latus     |
|  |                      |
|  | Torosaurus utahensis |
|  |                      |

|  | Triceratops prorsus  |
|  |                      |
|  | Triceratops horridus |
|  |                      |

|  | Torosaurus latus     |
|  |                      |
|  | Torosaurus utahensis |
|  |                      |

|  | Triceratops prorsus  |
|  |                      |
|  | Triceratops horridus |
|  |                      |

|  | Torosaurus latus     |
|  |                      |
|  | Torosaurus utahensis |
|  |                      |

|  | Triceratops prorsus  |
|  |                      |
|  | Triceratops horridus |
|  |                      |

|  | Torosaurus latus     |
|  |                      |
|  | Torosaurus utahensis |
|  |                      |

|  | Triceratops prorsus  |
|  |                      |
|  | Triceratops horridus |
|  |                      |

|  | Torosaurus latus     |
|  |                      |
|  | Torosaurus utahensis |
|  |                      |

|  | Triceratops prorsus  |
|  |                      |
|  | Triceratops horridus |
|  |                      |

|  | Torosaurus latus     |
|  |                      |
|  | Torosaurus utahensis |
|  |                      |

|  | Triceratops prorsus  |
|  |                      |
|  | Triceratops horridus |
|  |                      |

|  | Torosaurus latus     |
|  |                      |
|  | Torosaurus utahensis |
|  |                      |

|  | Triceratops prorsus  |
|  |                      |
|  | Triceratops horridus |
|  |                      |

|  | Torosaurus latus     |
|  |                      |
|  | Torosaurus utahensis |
|  |                      |

|  | Triceratops prorsus  |
|  |                      |
|  | Triceratops horridus |
|  |                      |

|  | Torosaurus latus     |
|  |                      |
|  | Torosaurus utahensis |
|  |                      |

|  | Triceratops prorsus  |
|  |                      |
|  | Triceratops horridus |
|  |                      |

|  | Torosaurus latus     |
|  |                      |
|  | Torosaurus utahensis |
|  |                      |

|  | Triceratops prorsus  |
|  |                      |
|  | Triceratops horridus |
|  |                      |

|  | Torosaurus latus     |
|  |                      |
|  | Torosaurus utahensis |
|  |                      |

|  | Triceratops prorsus  |
|  |                      |
|  | Triceratops horridus |
|  |                      |

|  | Torosaurus latus     |
|  |                      |
|  | Torosaurus utahensis |
|  |                      |

|  | Triceratops prorsus  |
|  |                      |
|  | Triceratops horridus |
|  |                      |

|  | Torosaurus latus     |
|  |                      |
|  | Torosaurus utahensis |
|  |                      |

|  | Triceratops prorsus  |
|  |                      |
|  | Triceratops horridus |
|  |                      |

|  | Torosaurus latus     |
|  |                      |
|  | Torosaurus utahensis |
|  |                      |

|  | Triceratops prorsus  |
|  |                      |
|  | Triceratops horridus |
|  |                      |

|  | Torosaurus latus     |
|  |                      |
|  | Torosaurus utahensis |
|  |                      |

|  | Triceratops prorsus  |
|  |                      |
|  | Triceratops horridus |
|  |                      |

|  | Torosaurus latus     |
|  |                      |
|  | Torosaurus utahensis |
|  |                      |

|  | Triceratops prorsus  |
|  |                      |
|  | Triceratops horridus |
|  |                      |

|  | Torosaurus latus     |
|  |                      |
|  | Torosaurus utahensis |
|  |                      |

|  | Triceratops prorsus  |
|  |                      |
|  | Triceratops horridus |
|  |                      |

|  | Torosaurus latus     |
|  |                      |
|  | Torosaurus utahensis |
|  |                      |

|  | Triceratops prorsus  |
|  |                      |
|  | Triceratops horridus |
|  |                      |

|  | Torosaurus latus     |
|  |                      |
|  | Torosaurus utahensis |
|  |                      |

|  | Triceratops prorsus  |
|  |                      |
|  | Triceratops horridus |
|  |                      |

|  | Torosaurus latus     |
|  |                      |
|  | Torosaurus utahensis |
|  |                      |

|  | Triceratops prorsus  |
|  |                      |
|  | Triceratops horridus |
|  |                      |

|  | Torosaurus latus     |
|  |                      |
|  | Torosaurus utahensis |
|  |                      |

|  | Triceratops prorsus  |
|  |                      |
|  | Triceratops horridus |
|  |                      |

|  | Torosaurus latus     |
|  |                      |
|  | Torosaurus utahensis |
|  |                      |

|  | Triceratops prorsus  |
|  |                      |
|  | Triceratops horridus |
|  |                      |

|  | \| \| Chasmosaurus belli \| \| \| \| \| \| Chasmosaurus russeli \| \| \| \| |
|  |                                                                             |
|  | Mojoceratops perifania                                                      |
|  |                                                                             |
|  | Chasmosaurus belli                                                          |
|  |                                                                             |
|  | Chasmosaurus russeli                                                        |
|  |                                                                             |

|  | Chasmosaurus belli   |
|  |                      |
|  | Chasmosaurus russeli |
|  |                      |

|  | \| \| Chasmosaurus belli \| \| \| \| \| \| Chasmosaurus russeli \| \| \| \| |
|  |                                                                             |
|  | Mojoceratops perifania                                                      |
|  |                                                                             |
|  | Chasmosaurus belli                                                          |
|  |                                                                             |
|  | Chasmosaurus russeli                                                        |
|  |                                                                             |

|  | Chasmosaurus belli   |
|  |                      |
|  | Chasmosaurus russeli |
|  |                      |

|  | Utahceratops gettyi       |
|  |                           |
|  | Pentaceratops sternbergii |
|  |                           |

|  | \| \| Chasmosaurus belli \| \| \| \| \| \| Chasmosaurus russeli \| \| \| \| |
|  |                                                                             |
|  | Mojoceratops perifania                                                      |
|  |                                                                             |
|  | Chasmosaurus belli                                                          |
|  |                                                                             |
|  | Chasmosaurus russeli                                                        |
|  |                                                                             |

|  | Chasmosaurus belli   |
|  |                      |
|  | Chasmosaurus russeli |
|  |                      |

|  | \| \| Chasmosaurus belli \| \| \| \| \| \| Chasmosaurus russeli \| \| \| \| |
|  |                                                                             |
|  | Mojoceratops perifania                                                      |
|  |                                                                             |
|  | Chasmosaurus belli                                                          |
|  |                                                                             |
|  | Chasmosaurus russeli                                                        |
|  |                                                                             |

|  | Chasmosaurus belli   |
|  |                      |
|  | Chasmosaurus russeli |
|  |                      |

|  | Utahceratops gettyi       |
|  |                           |
|  | Pentaceratops sternbergii |
|  |                           |

|  | Bravoceratops polyphemus     |
|  |                              |
|  | Coahuilaceratops magnacuerna |
|  |                              |

|  | \| \| Chasmosaurus belli \| \| \| \| \| \| Chasmosaurus russeli \| \| \| \| |
|  |                                                                             |
|  | Mojoceratops perifania                                                      |
|  |                                                                             |
|  | Chasmosaurus belli                                                          |
|  |                                                                             |
|  | Chasmosaurus russeli                                                        |
|  |                                                                             |

|  | Chasmosaurus belli   |
|  |                      |
|  | Chasmosaurus russeli |
|  |                      |

|  | \| \| Chasmosaurus belli \| \| \| \| \| \| Chasmosaurus russeli \| \| \| \| |
|  |                                                                             |
|  | Mojoceratops perifania                                                      |
|  |                                                                             |
|  | Chasmosaurus belli                                                          |
|  |                                                                             |
|  | Chasmosaurus russeli                                                        |
|  |                                                                             |

|  | Chasmosaurus belli   |
|  |                      |
|  | Chasmosaurus russeli |
|  |                      |

|  | Utahceratops gettyi       |
|  |                           |
|  | Pentaceratops sternbergii |
|  |                           |

|  | \| \| Chasmosaurus belli \| \| \| \| \| \| Chasmosaurus russeli \| \| \| \| |
|  |                                                                             |
|  | Mojoceratops perifania                                                      |
|  |                                                                             |
|  | Chasmosaurus belli                                                          |
|  |                                                                             |
|  | Chasmosaurus russeli                                                        |
|  |                                                                             |

|  | Chasmosaurus belli   |
|  |                      |
|  | Chasmosaurus russeli |
|  |                      |

|  | \| \| Chasmosaurus belli \| \| \| \| \| \| Chasmosaurus russeli \| \| \| \| |
|  |                                                                             |
|  | Mojoceratops perifania                                                      |
|  |                                                                             |
|  | Chasmosaurus belli                                                          |
|  |                                                                             |
|  | Chasmosaurus russeli                                                        |
|  |                                                                             |

|  | Chasmosaurus belli   |
|  |                      |
|  | Chasmosaurus russeli |
|  |                      |

|  | Utahceratops gettyi       |
|  |                           |
|  | Pentaceratops sternbergii |
|  |                           |

|  | Bravoceratops polyphemus     |
|  |                              |
|  | Coahuilaceratops magnacuerna |
|  |                              |

|  | Anchiceratops ornatus     |
|  |                           |
|  | Arrhinoceratops brachyops |
|  |                           |

|  | Torosaurus latus     |
|  |                      |
|  | Torosaurus utahensis |
|  |                      |

|  | Triceratops prorsus  |
|  |                      |
|  | Triceratops horridus |
|  |                      |

|  | Torosaurus latus     |
|  |                      |
|  | Torosaurus utahensis |
|  |                      |

|  | Triceratops prorsus  |
|  |                      |
|  | Triceratops horridus |
|  |                      |

|  | Torosaurus latus     |
|  |                      |
|  | Torosaurus utahensis |
|  |                      |

|  | Triceratops prorsus  |
|  |                      |
|  | Triceratops horridus |
|  |                      |

|  | Torosaurus latus     |
|  |                      |
|  | Torosaurus utahensis |
|  |                      |

|  | Triceratops prorsus  |
|  |                      |
|  | Triceratops horridus |
|  |                      |

|  | Torosaurus latus     |
|  |                      |
|  | Torosaurus utahensis |
|  |                      |

|  | Triceratops prorsus  |
|  |                      |
|  | Triceratops horridus |
|  |                      |

|  | Torosaurus latus     |
|  |                      |
|  | Torosaurus utahensis |
|  |                      |

|  | Triceratops prorsus  |
|  |                      |
|  | Triceratops horridus |
|  |                      |

|  | Torosaurus latus     |
|  |                      |
|  | Torosaurus utahensis |
|  |                      |

|  | Triceratops prorsus  |
|  |                      |
|  | Triceratops horridus |
|  |                      |

|  | Torosaurus latus     |
|  |                      |
|  | Torosaurus utahensis |
|  |                      |

|  | Triceratops prorsus  |
|  |                      |
|  | Triceratops horridus |
|  |                      |

|  | Torosaurus latus     |
|  |                      |
|  | Torosaurus utahensis |
|  |                      |

|  | Triceratops prorsus  |
|  |                      |
|  | Triceratops horridus |
|  |                      |

|  | Torosaurus latus     |
|  |                      |
|  | Torosaurus utahensis |
|  |                      |

|  | Triceratops prorsus  |
|  |                      |
|  | Triceratops horridus |
|  |                      |

|  | Torosaurus latus     |
|  |                      |
|  | Torosaurus utahensis |
|  |                      |

|  | Triceratops prorsus  |
|  |                      |
|  | Triceratops horridus |
|  |                      |

|  | Torosaurus latus     |
|  |                      |
|  | Torosaurus utahensis |
|  |                      |

|  | Triceratops prorsus  |
|  |                      |
|  | Triceratops horridus |
|  |                      |

|  | Torosaurus latus     |
|  |                      |
|  | Torosaurus utahensis |
|  |                      |

|  | Triceratops prorsus  |
|  |                      |
|  | Triceratops horridus |
|  |                      |

|  | Torosaurus latus     |
|  |                      |
|  | Torosaurus utahensis |
|  |                      |

|  | Triceratops prorsus  |
|  |                      |
|  | Triceratops horridus |
|  |                      |

|  | Torosaurus latus     |
|  |                      |
|  | Torosaurus utahensis |
|  |                      |

|  | Triceratops prorsus  |
|  |                      |
|  | Triceratops horridus |
|  |                      |

|  | Torosaurus latus     |
|  |                      |
|  | Torosaurus utahensis |
|  |                      |

|  | Triceratops prorsus  |
|  |                      |
|  | Triceratops horridus |
|  |                      |

|  | Torosaurus latus     |
|  |                      |
|  | Torosaurus utahensis |
|  |                      |

|  | Triceratops prorsus  |
|  |                      |
|  | Triceratops horridus |
|  |                      |

|  | Torosaurus latus     |
|  |                      |
|  | Torosaurus utahensis |
|  |                      |

|  | Triceratops prorsus  |
|  |                      |
|  | Triceratops horridus |
|  |                      |

|  | Torosaurus latus     |
|  |                      |
|  | Torosaurus utahensis |
|  |                      |

|  | Triceratops prorsus  |
|  |                      |
|  | Triceratops horridus |
|  |                      |

|  | Torosaurus latus     |
|  |                      |
|  | Torosaurus utahensis |
|  |                      |

|  | Triceratops prorsus  |
|  |                      |
|  | Triceratops horridus |
|  |                      |

|  | Torosaurus latus     |
|  |                      |
|  | Torosaurus utahensis |
|  |                      |

|  | Triceratops prorsus  |
|  |                      |
|  | Triceratops horridus |
|  |                      |

|  | Torosaurus latus     |
|  |                      |
|  | Torosaurus utahensis |
|  |                      |

|  | Triceratops prorsus  |
|  |                      |
|  | Triceratops horridus |
|  |                      |

|  | Torosaurus latus     |
|  |                      |
|  | Torosaurus utahensis |
|  |                      |

|  | Triceratops prorsus  |
|  |                      |
|  | Triceratops horridus |
|  |                      |

|  | Torosaurus latus     |
|  |                      |
|  | Torosaurus utahensis |
|  |                      |

|  | Triceratops prorsus  |
|  |                      |
|  | Triceratops horridus |
|  |                      |

|  | Torosaurus latus     |
|  |                      |
|  | Torosaurus utahensis |
|  |                      |

|  | Triceratops prorsus  |
|  |                      |
|  | Triceratops horridus |
|  |                      |

|  | Torosaurus latus     |
|  |                      |
|  | Torosaurus utahensis |
|  |                      |

|  | Triceratops prorsus  |
|  |                      |
|  | Triceratops horridus |
|  |                      |

|  | Torosaurus latus     |
|  |                      |
|  | Torosaurus utahensis |
|  |                      |

|  | Triceratops prorsus  |
|  |                      |
|  | Triceratops horridus |
|  |                      |

|  | Torosaurus latus     |
|  |                      |
|  | Torosaurus utahensis |
|  |                      |

|  | Triceratops prorsus  |
|  |                      |
|  | Triceratops horridus |
|  |                      |

|  | Torosaurus latus     |
|  |                      |
|  | Torosaurus utahensis |
|  |                      |

|  | Triceratops prorsus  |
|  |                      |
|  | Triceratops horridus |
|  |                      |

|  | Torosaurus latus     |
|  |                      |
|  | Torosaurus utahensis |
|  |                      |

|  | Triceratops prorsus  |
|  |                      |
|  | Triceratops horridus |
|  |                      |

|  | Torosaurus latus     |
|  |                      |
|  | Torosaurus utahensis |
|  |                      |

|  | Triceratops prorsus  |
|  |                      |
|  | Triceratops horridus |
|  |                      |

|  | Torosaurus latus     |
|  |                      |
|  | Torosaurus utahensis |
|  |                      |

|  | Triceratops prorsus  |
|  |                      |
|  | Triceratops horridus |
|  |                      |

|  | Torosaurus latus     |
|  |                      |
|  | Torosaurus utahensis |
|  |                      |

|  | Triceratops prorsus  |
|  |                      |
|  | Triceratops horridus |
|  |                      |

|  | Torosaurus latus     |
|  |                      |
|  | Torosaurus utahensis |
|  |                      |

|  | Triceratops prorsus  |
|  |                      |
|  | Triceratops horridus |
|  |                      |

|  | Torosaurus latus     |
|  |                      |
|  | Torosaurus utahensis |
|  |                      |

|  | Triceratops prorsus  |
|  |                      |
|  | Triceratops horridus |
|  |                      |

|  | Torosaurus latus     |
|  |                      |
|  | Torosaurus utahensis |
|  |                      |

|  | Triceratops prorsus  |
|  |                      |
|  | Triceratops horridus |
|  |                      |

|  | Torosaurus latus     |
|  |                      |
|  | Torosaurus utahensis |
|  |                      |

|  | Triceratops prorsus  |
|  |                      |
|  | Triceratops horridus |
|  |                      |

|  | Torosaurus latus     |
|  |                      |
|  | Torosaurus utahensis |
|  |                      |

|  | Triceratops prorsus  |
|  |                      |
|  | Triceratops horridus |
|  |                      |

|  | Torosaurus latus     |
|  |                      |
|  | Torosaurus utahensis |
|  |                      |

|  | Triceratops prorsus  |
|  |                      |
|  | Triceratops horridus |
|  |                      |

|  | Torosaurus latus     |
|  |                      |
|  | Torosaurus utahensis |
|  |                      |

|  | Triceratops prorsus  |
|  |                      |
|  | Triceratops horridus |
|  |                      |

|  | Torosaurus latus     |
|  |                      |
|  | Torosaurus utahensis |
|  |                      |

|  | Triceratops prorsus  |
|  |                      |
|  | Triceratops horridus |
|  |                      |

|  | Torosaurus latus     |
|  |                      |
|  | Torosaurus utahensis |
|  |                      |

|  | Triceratops prorsus  |
|  |                      |
|  | Triceratops horridus |
|  |                      |

|  | Torosaurus latus     |
|  |                      |
|  | Torosaurus utahensis |
|  |                      |

|  | Triceratops prorsus  |
|  |                      |
|  | Triceratops horridus |
|  |                      |

|  | Torosaurus latus     |
|  |                      |
|  | Torosaurus utahensis |
|  |                      |

|  | Triceratops prorsus  |
|  |                      |
|  | Triceratops horridus |
|  |                      |

|  | Torosaurus latus     |
|  |                      |
|  | Torosaurus utahensis |
|  |                      |

|  | Triceratops prorsus  |
|  |                      |
|  | Triceratops horridus |
|  |                      |

|  | Torosaurus latus     |
|  |                      |
|  | Torosaurus utahensis |
|  |                      |

|  | Triceratops prorsus  |
|  |                      |
|  | Triceratops horridus |
|  |                      |

|  | Torosaurus latus     |
|  |                      |
|  | Torosaurus utahensis |
|  |                      |

|  | Triceratops prorsus  |
|  |                      |
|  | Triceratops horridus |
|  |                      |

|  | Torosaurus latus     |
|  |                      |
|  | Torosaurus utahensis |
|  |                      |

|  | Triceratops prorsus  |
|  |                      |
|  | Triceratops horridus |
|  |                      |

|  | Torosaurus latus     |
|  |                      |
|  | Torosaurus utahensis |
|  |                      |

|  | Triceratops prorsus  |
|  |                      |
|  | Triceratops horridus |
|  |                      |

|  | Torosaurus latus     |
|  |                      |
|  | Torosaurus utahensis |
|  |                      |

|  | Triceratops prorsus  |
|  |                      |
|  | Triceratops horridus |
|  |                      |

|  | Torosaurus latus     |
|  |                      |
|  | Torosaurus utahensis |
|  |                      |

|  | Triceratops prorsus  |
|  |                      |
|  | Triceratops horridus |
|  |                      |

|  | Torosaurus latus     |
|  |                      |
|  | Torosaurus utahensis |
|  |                      |

|  | Triceratops prorsus  |
|  |                      |
|  | Triceratops horridus |
|  |                      |

|  | Torosaurus latus     |
|  |                      |
|  | Torosaurus utahensis |
|  |                      |

|  | Triceratops prorsus  |
|  |                      |
|  | Triceratops horridus |
|  |                      |

|  | Torosaurus latus     |
|  |                      |
|  | Torosaurus utahensis |
|  |                      |

|  | Triceratops prorsus  |
|  |                      |
|  | Triceratops horridus |
|  |                      |

|  | Torosaurus latus     |
|  |                      |
|  | Torosaurus utahensis |
|  |                      |

|  | Triceratops prorsus  |
|  |                      |
|  | Triceratops horridus |
|  |                      |

|  | Torosaurus latus     |
|  |                      |
|  | Torosaurus utahensis |
|  |                      |

|  | Triceratops prorsus  |
|  |                      |
|  | Triceratops horridus |
|  |                      |

|  | Torosaurus latus     |
|  |                      |
|  | Torosaurus utahensis |
|  |                      |

|  | Triceratops prorsus  |
|  |                      |
|  | Triceratops horridus |
|  |                      |

|  | Torosaurus latus     |
|  |                      |
|  | Torosaurus utahensis |
|  |                      |

|  | Triceratops prorsus  |
|  |                      |
|  | Triceratops horridus |
|  |                      |

|  | Torosaurus latus     |
|  |                      |
|  | Torosaurus utahensis |
|  |                      |

|  | Triceratops prorsus  |
|  |                      |
|  | Triceratops horridus |
|  |                      |

|  | Torosaurus latus     |
|  |                      |
|  | Torosaurus utahensis |
|  |                      |

|  | Triceratops prorsus  |
|  |                      |
|  | Triceratops horridus |
|  |                      |

|  | Torosaurus latus     |
|  |                      |
|  | Torosaurus utahensis |
|  |                      |

|  | Triceratops prorsus  |
|  |                      |
|  | Triceratops horridus |
|  |                      |

|  | Torosaurus latus     |
|  |                      |
|  | Torosaurus utahensis |
|  |                      |

|  | Triceratops prorsus  |
|  |                      |
|  | Triceratops horridus |
|  |                      |

|  | Torosaurus latus     |
|  |                      |
|  | Torosaurus utahensis |
|  |                      |

|  | Triceratops prorsus  |
|  |                      |
|  | Triceratops horridus |
|  |                      |

|  | Torosaurus latus     |
|  |                      |
|  | Torosaurus utahensis |
|  |                      |

|  | Triceratops prorsus  |
|  |                      |
|  | Triceratops horridus |
|  |                      |

|  | Anchiceratops ornatus     |
|  |                           |
|  | Arrhinoceratops brachyops |
|  |                           |

|  | Torosaurus latus     |
|  |                      |
|  | Torosaurus utahensis |
|  |                      |

|  | Triceratops prorsus  |
|  |                      |
|  | Triceratops horridus |
|  |                      |

|  | Torosaurus latus     |
|  |                      |
|  | Torosaurus utahensis |
|  |                      |

|  | Triceratops prorsus  |
|  |                      |
|  | Triceratops horridus |
|  |                      |

|  | Torosaurus latus     |
|  |                      |
|  | Torosaurus utahensis |
|  |                      |

|  | Triceratops prorsus  |
|  |                      |
|  | Triceratops horridus |
|  |                      |

|  | Torosaurus latus     |
|  |                      |
|  | Torosaurus utahensis |
|  |                      |

|  | Triceratops prorsus  |
|  |                      |
|  | Triceratops horridus |
|  |                      |

|  | Torosaurus latus     |
|  |                      |
|  | Torosaurus utahensis |
|  |                      |

|  | Triceratops prorsus  |
|  |                      |
|  | Triceratops horridus |
|  |                      |

|  | Torosaurus latus     |
|  |                      |
|  | Torosaurus utahensis |
|  |                      |

|  | Triceratops prorsus  |
|  |                      |
|  | Triceratops horridus |
|  |                      |

|  | Torosaurus latus     |
|  |                      |
|  | Torosaurus utahensis |
|  |                      |

|  | Triceratops prorsus  |
|  |                      |
|  | Triceratops horridus |
|  |                      |

|  | Torosaurus latus     |
|  |                      |
|  | Torosaurus utahensis |
|  |                      |

|  | Triceratops prorsus  |
|  |                      |
|  | Triceratops horridus |
|  |                      |

|  | Torosaurus latus     |
|  |                      |
|  | Torosaurus utahensis |
|  |                      |

|  | Triceratops prorsus  |
|  |                      |
|  | Triceratops horridus |
|  |                      |

|  | Torosaurus latus     |
|  |                      |
|  | Torosaurus utahensis |
|  |                      |

|  | Triceratops prorsus  |
|  |                      |
|  | Triceratops horridus |
|  |                      |

|  | Torosaurus latus     |
|  |                      |
|  | Torosaurus utahensis |
|  |                      |

|  | Triceratops prorsus  |
|  |                      |
|  | Triceratops horridus |
|  |                      |

|  | Torosaurus latus     |
|  |                      |
|  | Torosaurus utahensis |
|  |                      |

|  | Triceratops prorsus  |
|  |                      |
|  | Triceratops horridus |
|  |                      |

|  | Torosaurus latus     |
|  |                      |
|  | Torosaurus utahensis |
|  |                      |

|  | Triceratops prorsus  |
|  |                      |
|  | Triceratops horridus |
|  |                      |

|  | Torosaurus latus     |
|  |                      |
|  | Torosaurus utahensis |
|  |                      |

|  | Triceratops prorsus  |
|  |                      |
|  | Triceratops horridus |
|  |                      |

|  | Torosaurus latus     |
|  |                      |
|  | Torosaurus utahensis |
|  |                      |

|  | Triceratops prorsus  |
|  |                      |
|  | Triceratops horridus |
|  |                      |

|  | Torosaurus latus     |
|  |                      |
|  | Torosaurus utahensis |
|  |                      |

|  | Triceratops prorsus  |
|  |                      |
|  | Triceratops horridus |
|  |                      |

|  | Torosaurus latus     |
|  |                      |
|  | Torosaurus utahensis |
|  |                      |

|  | Triceratops prorsus  |
|  |                      |
|  | Triceratops horridus |
|  |                      |

|  | Torosaurus latus     |
|  |                      |
|  | Torosaurus utahensis |
|  |                      |

|  | Triceratops prorsus  |
|  |                      |
|  | Triceratops horridus |
|  |                      |

|  | Torosaurus latus     |
|  |                      |
|  | Torosaurus utahensis |
|  |                      |

|  | Triceratops prorsus  |
|  |                      |
|  | Triceratops horridus |
|  |                      |

|  | Torosaurus latus     |
|  |                      |
|  | Torosaurus utahensis |
|  |                      |

|  | Triceratops prorsus  |
|  |                      |
|  | Triceratops horridus |
|  |                      |

|  | Torosaurus latus     |
|  |                      |
|  | Torosaurus utahensis |
|  |                      |

|  | Triceratops prorsus  |
|  |                      |
|  | Triceratops horridus |
|  |                      |

|  | Torosaurus latus     |
|  |                      |
|  | Torosaurus utahensis |
|  |                      |

|  | Triceratops prorsus  |
|  |                      |
|  | Triceratops horridus |
|  |                      |

|  | Torosaurus latus     |
|  |                      |
|  | Torosaurus utahensis |
|  |                      |

|  | Triceratops prorsus  |
|  |                      |
|  | Triceratops horridus |
|  |                      |

|  | Torosaurus latus     |
|  |                      |
|  | Torosaurus utahensis |
|  |                      |

|  | Triceratops prorsus  |
|  |                      |
|  | Triceratops horridus |
|  |                      |

|  | Torosaurus latus     |
|  |                      |
|  | Torosaurus utahensis |
|  |                      |

|  | Triceratops prorsus  |
|  |                      |
|  | Triceratops horridus |
|  |                      |

|  | Torosaurus latus     |
|  |                      |
|  | Torosaurus utahensis |
|  |                      |

|  | Triceratops prorsus  |
|  |                      |
|  | Triceratops horridus |
|  |                      |

|  | Torosaurus latus     |
|  |                      |
|  | Torosaurus utahensis |
|  |                      |

|  | Triceratops prorsus  |
|  |                      |
|  | Triceratops horridus |
|  |                      |

|  | Torosaurus latus     |
|  |                      |
|  | Torosaurus utahensis |
|  |                      |

|  | Triceratops prorsus  |
|  |                      |
|  | Triceratops horridus |
|  |                      |

|  | Torosaurus latus     |
|  |                      |
|  | Torosaurus utahensis |
|  |                      |

|  | Triceratops prorsus  |
|  |                      |
|  | Triceratops horridus |
|  |                      |

|  | Torosaurus latus     |
|  |                      |
|  | Torosaurus utahensis |
|  |                      |

|  | Triceratops prorsus  |
|  |                      |
|  | Triceratops horridus |
|  |                      |

|  | Torosaurus latus     |
|  |                      |
|  | Torosaurus utahensis |
|  |                      |

|  | Triceratops prorsus  |
|  |                      |
|  | Triceratops horridus |
|  |                      |

|  | Torosaurus latus     |
|  |                      |
|  | Torosaurus utahensis |
|  |                      |

|  | Triceratops prorsus  |
|  |                      |
|  | Triceratops horridus |
|  |                      |

|  | Torosaurus latus     |
|  |                      |
|  | Torosaurus utahensis |
|  |                      |

|  | Triceratops prorsus  |
|  |                      |
|  | Triceratops horridus |
|  |                      |

|  | Torosaurus latus     |
|  |                      |
|  | Torosaurus utahensis |
|  |                      |

|  | Triceratops prorsus  |
|  |                      |
|  | Triceratops horridus |
|  |                      |

|  | Torosaurus latus     |
|  |                      |
|  | Torosaurus utahensis |
|  |                      |

|  | Triceratops prorsus  |
|  |                      |
|  | Triceratops horridus |
|  |                      |

|  | Torosaurus latus     |
|  |                      |
|  | Torosaurus utahensis |
|  |                      |

|  | Triceratops prorsus  |
|  |                      |
|  | Triceratops horridus |
|  |                      |

|  | Torosaurus latus     |
|  |                      |
|  | Torosaurus utahensis |
|  |                      |

|  | Triceratops prorsus  |
|  |                      |
|  | Triceratops horridus |
|  |                      |

|  | Torosaurus latus     |
|  |                      |
|  | Torosaurus utahensis |
|  |                      |

|  | Triceratops prorsus  |
|  |                      |
|  | Triceratops horridus |
|  |                      |

|  | Torosaurus latus     |
|  |                      |
|  | Torosaurus utahensis |
|  |                      |

|  | Triceratops prorsus  |
|  |                      |
|  | Triceratops horridus |
|  |                      |

|  | Torosaurus latus     |
|  |                      |
|  | Torosaurus utahensis |
|  |                      |

|  | Triceratops prorsus  |
|  |                      |
|  | Triceratops horridus |
|  |                      |

|  | Torosaurus latus     |
|  |                      |
|  | Torosaurus utahensis |
|  |                      |

|  | Triceratops prorsus  |
|  |                      |
|  | Triceratops horridus |
|  |                      |

|  | Torosaurus latus     |
|  |                      |
|  | Torosaurus utahensis |
|  |                      |

|  | Triceratops prorsus  |
|  |                      |
|  | Triceratops horridus |
|  |                      |

|  | Torosaurus latus     |
|  |                      |
|  | Torosaurus utahensis |
|  |                      |

|  | Triceratops prorsus  |
|  |                      |
|  | Triceratops horridus |
|  |                      |

|  | Torosaurus latus     |
|  |                      |
|  | Torosaurus utahensis |
|  |                      |

|  | Triceratops prorsus  |
|  |                      |
|  | Triceratops horridus |
|  |                      |

|  | Torosaurus latus     |
|  |                      |
|  | Torosaurus utahensis |
|  |                      |

|  | Triceratops prorsus  |
|  |                      |
|  | Triceratops horridus |
|  |                      |

|  | Torosaurus latus     |
|  |                      |
|  | Torosaurus utahensis |
|  |                      |

|  | Triceratops prorsus  |
|  |                      |
|  | Triceratops horridus |
|  |                      |

|  | Torosaurus latus     |
|  |                      |
|  | Torosaurus utahensis |
|  |                      |

|  | Triceratops prorsus  |
|  |                      |
|  | Triceratops horridus |
|  |                      |

|  | Torosaurus latus     |
|  |                      |
|  | Torosaurus utahensis |
|  |                      |

|  | Triceratops prorsus  |
|  |                      |
|  | Triceratops horridus |
|  |                      |

|  | Torosaurus latus     |
|  |                      |
|  | Torosaurus utahensis |
|  |                      |

|  | Triceratops prorsus  |
|  |                      |
|  | Triceratops horridus |
|  |                      |

|  | Torosaurus latus     |
|  |                      |
|  | Torosaurus utahensis |
|  |                      |

|  | Triceratops prorsus  |
|  |                      |
|  | Triceratops horridus |
|  |                      |

|  | Torosaurus latus     |
|  |                      |
|  | Torosaurus utahensis |
|  |                      |

|  | Triceratops prorsus  |
|  |                      |
|  | Triceratops horridus |
|  |                      |

|  | Torosaurus latus     |
|  |                      |
|  | Torosaurus utahensis |
|  |                      |

|  | Triceratops prorsus  |
|  |                      |
|  | Triceratops horridus |
|  |                      |

|  | Torosaurus latus     |
|  |                      |
|  | Torosaurus utahensis |
|  |                      |

|  | Triceratops prorsus  |
|  |                      |
|  | Triceratops horridus |
|  |                      |

|  | Torosaurus latus     |
|  |                      |
|  | Torosaurus utahensis |
|  |                      |

|  | Triceratops prorsus  |
|  |                      |
|  | Triceratops horridus |
|  |                      |

|  | Torosaurus latus     |
|  |                      |
|  | Torosaurus utahensis |
|  |                      |

|  | Triceratops prorsus  |
|  |                      |
|  | Triceratops horridus |
|  |                      |

|  | Torosaurus latus     |
|  |                      |
|  | Torosaurus utahensis |
|  |                      |

|  | Triceratops prorsus  |
|  |                      |
|  | Triceratops horridus |
|  |                      |

|  | Torosaurus latus     |
|  |                      |
|  | Torosaurus utahensis |
|  |                      |

|  | Triceratops prorsus  |
|  |                      |
|  | Triceratops horridus |
|  |                      |

|  | Torosaurus latus     |
|  |                      |
|  | Torosaurus utahensis |
|  |                      |

|  | Triceratops prorsus  |
|  |                      |
|  | Triceratops horridus |
|  |                      |

|  | Torosaurus latus     |
|  |                      |
|  | Torosaurus utahensis |
|  |                      |

|  | Triceratops prorsus  |
|  |                      |
|  | Triceratops horridus |
|  |                      |

|  | Torosaurus latus     |
|  |                      |
|  | Torosaurus utahensis |
|  |                      |

|  | Triceratops prorsus  |
|  |                      |
|  | Triceratops horridus |
|  |                      |

|  | Torosaurus latus     |
|  |                      |
|  | Torosaurus utahensis |
|  |                      |

|  | Triceratops prorsus  |
|  |                      |
|  | Triceratops horridus |
|  |                      |

|  | Torosaurus latus     |
|  |                      |
|  | Torosaurus utahensis |
|  |                      |

|  | Triceratops prorsus  |
|  |                      |
|  | Triceratops horridus |
|  |                      |

|  | Torosaurus latus     |
|  |                      |
|  | Torosaurus utahensis |
|  |                      |

|  | Triceratops prorsus  |
|  |                      |
|  | Triceratops horridus |
|  |                      |

|  | Torosaurus latus     |
|  |                      |
|  | Torosaurus utahensis |
|  |                      |

|  | Triceratops prorsus  |
|  |                      |
|  | Triceratops horridus |
|  |                      |

|  | Vagaceratops irvinensis   |
|  |                           |
|  | Kosmoceratops richardsoni |
|  |                           |

|  | \| \| Chasmosaurus belli \| \| \| \| \| \| Chasmosaurus russeli \| \| \| \| |
|  |                                                                             |
|  | Mojoceratops perifania                                                      |
|  |                                                                             |
|  | Chasmosaurus belli                                                          |
|  |                                                                             |
|  | Chasmosaurus russeli                                                        |
|  |                                                                             |

|  | Chasmosaurus belli   |
|  |                      |
|  | Chasmosaurus russeli |
|  |                      |

|  | \| \| Chasmosaurus belli \| \| \| \| \| \| Chasmosaurus russeli \| \| \| \| |
|  |                                                                             |
|  | Mojoceratops perifania                                                      |
|  |                                                                             |
|  | Chasmosaurus belli                                                          |
|  |                                                                             |
|  | Chasmosaurus russeli                                                        |
|  |                                                                             |

|  | Chasmosaurus belli   |
|  |                      |
|  | Chasmosaurus russeli |
|  |                      |

|  | Utahceratops gettyi       |
|  |                           |
|  | Pentaceratops sternbergii |
|  |                           |

|  | \| \| Chasmosaurus belli \| \| \| \| \| \| Chasmosaurus russeli \| \| \| \| |
|  |                                                                             |
|  | Mojoceratops perifania                                                      |
|  |                                                                             |
|  | Chasmosaurus belli                                                          |
|  |                                                                             |
|  | Chasmosaurus russeli                                                        |
|  |                                                                             |

|  | Chasmosaurus belli   |
|  |                      |
|  | Chasmosaurus russeli |
|  |                      |

|  | \| \| Chasmosaurus belli \| \| \| \| \| \| Chasmosaurus russeli \| \| \| \| |
|  |                                                                             |
|  | Mojoceratops perifania                                                      |
|  |                                                                             |
|  | Chasmosaurus belli                                                          |
|  |                                                                             |
|  | Chasmosaurus russeli                                                        |
|  |                                                                             |

|  | Chasmosaurus belli   |
|  |                      |
|  | Chasmosaurus russeli |
|  |                      |

|  | Utahceratops gettyi       |
|  |                           |
|  | Pentaceratops sternbergii |
|  |                           |

|  | Bravoceratops polyphemus     |
|  |                              |
|  | Coahuilaceratops magnacuerna |
|  |                              |

|  | \| \| Chasmosaurus belli \| \| \| \| \| \| Chasmosaurus russeli \| \| \| \| |
|  |                                                                             |
|  | Mojoceratops perifania                                                      |
|  |                                                                             |
|  | Chasmosaurus belli                                                          |
|  |                                                                             |
|  | Chasmosaurus russeli                                                        |
|  |                                                                             |

|  | Chasmosaurus belli   |
|  |                      |
|  | Chasmosaurus russeli |
|  |                      |

|  | \| \| Chasmosaurus belli \| \| \| \| \| \| Chasmosaurus russeli \| \| \| \| |
|  |                                                                             |
|  | Mojoceratops perifania                                                      |
|  |                                                                             |
|  | Chasmosaurus belli                                                          |
|  |                                                                             |
|  | Chasmosaurus russeli                                                        |
|  |                                                                             |

|  | Chasmosaurus belli   |
|  |                      |
|  | Chasmosaurus russeli |
|  |                      |

|  | Utahceratops gettyi       |
|  |                           |
|  | Pentaceratops sternbergii |
|  |                           |

|  | \| \| Chasmosaurus belli \| \| \| \| \| \| Chasmosaurus russeli \| \| \| \| |
|  |                                                                             |
|  | Mojoceratops perifania                                                      |
|  |                                                                             |
|  | Chasmosaurus belli                                                          |
|  |                                                                             |
|  | Chasmosaurus russeli                                                        |
|  |                                                                             |

|  | Chasmosaurus belli   |
|  |                      |
|  | Chasmosaurus russeli |
|  |                      |

|  | \| \| Chasmosaurus belli \| \| \| \| \| \| Chasmosaurus russeli \| \| \| \| |
|  |                                                                             |
|  | Mojoceratops perifania                                                      |
|  |                                                                             |
|  | Chasmosaurus belli                                                          |
|  |                                                                             |
|  | Chasmosaurus russeli                                                        |
|  |                                                                             |

|  | Chasmosaurus belli   |
|  |                      |
|  | Chasmosaurus russeli |
|  |                      |

|  | Utahceratops gettyi       |
|  |                           |
|  | Pentaceratops sternbergii |
|  |                           |

|  | Bravoceratops polyphemus     |
|  |                              |
|  | Coahuilaceratops magnacuerna |
|  |                              |

|  | Anchiceratops ornatus     |
|  |                           |
|  | Arrhinoceratops brachyops |
|  |                           |

|  | Torosaurus latus     |
|  |                      |
|  | Torosaurus utahensis |
|  |                      |

|  | Triceratops prorsus  |
|  |                      |
|  | Triceratops horridus |
|  |                      |

|  | Torosaurus latus     |
|  |                      |
|  | Torosaurus utahensis |
|  |                      |

|  | Triceratops prorsus  |
|  |                      |
|  | Triceratops horridus |
|  |                      |

|  | Torosaurus latus     |
|  |                      |
|  | Torosaurus utahensis |
|  |                      |

|  | Triceratops prorsus  |
|  |                      |
|  | Triceratops horridus |
|  |                      |

|  | Torosaurus latus     |
|  |                      |
|  | Torosaurus utahensis |
|  |                      |

|  | Triceratops prorsus  |
|  |                      |
|  | Triceratops horridus |
|  |                      |

|  | Torosaurus latus     |
|  |                      |
|  | Torosaurus utahensis |
|  |                      |

|  | Triceratops prorsus  |
|  |                      |
|  | Triceratops horridus |
|  |                      |

|  | Torosaurus latus     |
|  |                      |
|  | Torosaurus utahensis |
|  |                      |

|  | Triceratops prorsus  |
|  |                      |
|  | Triceratops horridus |
|  |                      |

|  | Torosaurus latus     |
|  |                      |
|  | Torosaurus utahensis |
|  |                      |

|  | Triceratops prorsus  |
|  |                      |
|  | Triceratops horridus |
|  |                      |

|  | Torosaurus latus     |
|  |                      |
|  | Torosaurus utahensis |
|  |                      |

|  | Triceratops prorsus  |
|  |                      |
|  | Triceratops horridus |
|  |                      |

|  | Torosaurus latus     |
|  |                      |
|  | Torosaurus utahensis |
|  |                      |

|  | Triceratops prorsus  |
|  |                      |
|  | Triceratops horridus |
|  |                      |

|  | Torosaurus latus     |
|  |                      |
|  | Torosaurus utahensis |
|  |                      |

|  | Triceratops prorsus  |
|  |                      |
|  | Triceratops horridus |
|  |                      |

|  | Torosaurus latus     |
|  |                      |
|  | Torosaurus utahensis |
|  |                      |

|  | Triceratops prorsus  |
|  |                      |
|  | Triceratops horridus |
|  |                      |

|  | Torosaurus latus     |
|  |                      |
|  | Torosaurus utahensis |
|  |                      |

|  | Triceratops prorsus  |
|  |                      |
|  | Triceratops horridus |
|  |                      |

|  | Torosaurus latus     |
|  |                      |
|  | Torosaurus utahensis |
|  |                      |

|  | Triceratops prorsus  |
|  |                      |
|  | Triceratops horridus |
|  |                      |

|  | Torosaurus latus     |
|  |                      |
|  | Torosaurus utahensis |
|  |                      |

|  | Triceratops prorsus  |
|  |                      |
|  | Triceratops horridus |
|  |                      |

|  | Torosaurus latus     |
|  |                      |
|  | Torosaurus utahensis |
|  |                      |

|  | Triceratops prorsus  |
|  |                      |
|  | Triceratops horridus |
|  |                      |

|  | Torosaurus latus     |
|  |                      |
|  | Torosaurus utahensis |
|  |                      |

|  | Triceratops prorsus  |
|  |                      |
|  | Triceratops horridus |
|  |                      |

|  | Torosaurus latus     |
|  |                      |
|  | Torosaurus utahensis |
|  |                      |

|  | Triceratops prorsus  |
|  |                      |
|  | Triceratops horridus |
|  |                      |

|  | Torosaurus latus     |
|  |                      |
|  | Torosaurus utahensis |
|  |                      |

|  | Triceratops prorsus  |
|  |                      |
|  | Triceratops horridus |
|  |                      |

|  | Torosaurus latus     |
|  |                      |
|  | Torosaurus utahensis |
|  |                      |

|  | Triceratops prorsus  |
|  |                      |
|  | Triceratops horridus |
|  |                      |

|  | Torosaurus latus     |
|  |                      |
|  | Torosaurus utahensis |
|  |                      |

|  | Triceratops prorsus  |
|  |                      |
|  | Triceratops horridus |
|  |                      |

|  | Torosaurus latus     |
|  |                      |
|  | Torosaurus utahensis |
|  |                      |

|  | Triceratops prorsus  |
|  |                      |
|  | Triceratops horridus |
|  |                      |

|  | Torosaurus latus     |
|  |                      |
|  | Torosaurus utahensis |
|  |                      |

|  | Triceratops prorsus  |
|  |                      |
|  | Triceratops horridus |
|  |                      |

|  | Torosaurus latus     |
|  |                      |
|  | Torosaurus utahensis |
|  |                      |

|  | Triceratops prorsus  |
|  |                      |
|  | Triceratops horridus |
|  |                      |

|  | Torosaurus latus     |
|  |                      |
|  | Torosaurus utahensis |
|  |                      |

|  | Triceratops prorsus  |
|  |                      |
|  | Triceratops horridus |
|  |                      |

|  | Torosaurus latus     |
|  |                      |
|  | Torosaurus utahensis |
|  |                      |

|  | Triceratops prorsus  |
|  |                      |
|  | Triceratops horridus |
|  |                      |

|  | Torosaurus latus     |
|  |                      |
|  | Torosaurus utahensis |
|  |                      |

|  | Triceratops prorsus  |
|  |                      |
|  | Triceratops horridus |
|  |                      |

|  | Torosaurus latus     |
|  |                      |
|  | Torosaurus utahensis |
|  |                      |

|  | Triceratops prorsus  |
|  |                      |
|  | Triceratops horridus |
|  |                      |

|  | Torosaurus latus     |
|  |                      |
|  | Torosaurus utahensis |
|  |                      |

|  | Triceratops prorsus  |
|  |                      |
|  | Triceratops horridus |
|  |                      |

|  | Torosaurus latus     |
|  |                      |
|  | Torosaurus utahensis |
|  |                      |

|  | Triceratops prorsus  |
|  |                      |
|  | Triceratops horridus |
|  |                      |

|  | Torosaurus latus     |
|  |                      |
|  | Torosaurus utahensis |
|  |                      |

|  | Triceratops prorsus  |
|  |                      |
|  | Triceratops horridus |
|  |                      |

|  | Torosaurus latus     |
|  |                      |
|  | Torosaurus utahensis |
|  |                      |

|  | Triceratops prorsus  |
|  |                      |
|  | Triceratops horridus |
|  |                      |

|  | Torosaurus latus     |
|  |                      |
|  | Torosaurus utahensis |
|  |                      |

|  | Triceratops prorsus  |
|  |                      |
|  | Triceratops horridus |
|  |                      |

|  | Torosaurus latus     |
|  |                      |
|  | Torosaurus utahensis |
|  |                      |

|  | Triceratops prorsus  |
|  |                      |
|  | Triceratops horridus |
|  |                      |

|  | Torosaurus latus     |
|  |                      |
|  | Torosaurus utahensis |
|  |                      |

|  | Triceratops prorsus  |
|  |                      |
|  | Triceratops horridus |
|  |                      |

|  | Torosaurus latus     |
|  |                      |
|  | Torosaurus utahensis |
|  |                      |

|  | Triceratops prorsus  |
|  |                      |
|  | Triceratops horridus |
|  |                      |

|  | Torosaurus latus     |
|  |                      |
|  | Torosaurus utahensis |
|  |                      |

|  | Triceratops prorsus  |
|  |                      |
|  | Triceratops horridus |
|  |                      |

|  | Torosaurus latus     |
|  |                      |
|  | Torosaurus utahensis |
|  |                      |

|  | Triceratops prorsus  |
|  |                      |
|  | Triceratops horridus |
|  |                      |

|  | Torosaurus latus     |
|  |                      |
|  | Torosaurus utahensis |
|  |                      |

|  | Triceratops prorsus  |
|  |                      |
|  | Triceratops horridus |
|  |                      |

|  | Torosaurus latus     |
|  |                      |
|  | Torosaurus utahensis |
|  |                      |

|  | Triceratops prorsus  |
|  |                      |
|  | Triceratops horridus |
|  |                      |

|  | Torosaurus latus     |
|  |                      |
|  | Torosaurus utahensis |
|  |                      |

|  | Triceratops prorsus  |
|  |                      |
|  | Triceratops horridus |
|  |                      |

|  | Torosaurus latus     |
|  |                      |
|  | Torosaurus utahensis |
|  |                      |

|  | Triceratops prorsus  |
|  |                      |
|  | Triceratops horridus |
|  |                      |

|  | Torosaurus latus     |
|  |                      |
|  | Torosaurus utahensis |
|  |                      |

|  | Triceratops prorsus  |
|  |                      |
|  | Triceratops horridus |
|  |                      |

|  | Torosaurus latus     |
|  |                      |
|  | Torosaurus utahensis |
|  |                      |

|  | Triceratops prorsus  |
|  |                      |
|  | Triceratops horridus |
|  |                      |

|  | Torosaurus latus     |
|  |                      |
|  | Torosaurus utahensis |
|  |                      |

|  | Triceratops prorsus  |
|  |                      |
|  | Triceratops horridus |
|  |                      |

|  | Torosaurus latus     |
|  |                      |
|  | Torosaurus utahensis |
|  |                      |

|  | Triceratops prorsus  |
|  |                      |
|  | Triceratops horridus |
|  |                      |

|  | Torosaurus latus     |
|  |                      |
|  | Torosaurus utahensis |
|  |                      |

|  | Triceratops prorsus  |
|  |                      |
|  | Triceratops horridus |
|  |                      |

|  | Torosaurus latus     |
|  |                      |
|  | Torosaurus utahensis |
|  |                      |

|  | Triceratops prorsus  |
|  |                      |
|  | Triceratops horridus |
|  |                      |

|  | Torosaurus latus     |
|  |                      |
|  | Torosaurus utahensis |
|  |                      |

|  | Triceratops prorsus  |
|  |                      |
|  | Triceratops horridus |
|  |                      |

|  | Torosaurus latus     |
|  |                      |
|  | Torosaurus utahensis |
|  |                      |

|  | Triceratops prorsus  |
|  |                      |
|  | Triceratops horridus |
|  |                      |

|  | Torosaurus latus     |
|  |                      |
|  | Torosaurus utahensis |
|  |                      |

|  | Triceratops prorsus  |
|  |                      |
|  | Triceratops horridus |
|  |                      |

|  | Torosaurus latus     |
|  |                      |
|  | Torosaurus utahensis |
|  |                      |

|  | Triceratops prorsus  |
|  |                      |
|  | Triceratops horridus |
|  |                      |

|  | Torosaurus latus     |
|  |                      |
|  | Torosaurus utahensis |
|  |                      |

|  | Triceratops prorsus  |
|  |                      |
|  | Triceratops horridus |
|  |                      |

|  | Torosaurus latus     |
|  |                      |
|  | Torosaurus utahensis |
|  |                      |

|  | Triceratops prorsus  |
|  |                      |
|  | Triceratops horridus |
|  |                      |

|  | Torosaurus latus     |
|  |                      |
|  | Torosaurus utahensis |
|  |                      |

|  | Triceratops prorsus  |
|  |                      |
|  | Triceratops horridus |
|  |                      |

|  | Torosaurus latus     |
|  |                      |
|  | Torosaurus utahensis |
|  |                      |

|  | Triceratops prorsus  |
|  |                      |
|  | Triceratops horridus |
|  |                      |

|  | Torosaurus latus     |
|  |                      |
|  | Torosaurus utahensis |
|  |                      |

|  | Triceratops prorsus  |
|  |                      |
|  | Triceratops horridus |
|  |                      |

|  | Torosaurus latus     |
|  |                      |
|  | Torosaurus utahensis |
|  |                      |

|  | Triceratops prorsus  |
|  |                      |
|  | Triceratops horridus |
|  |                      |

|  | Torosaurus latus     |
|  |                      |
|  | Torosaurus utahensis |
|  |                      |

|  | Triceratops prorsus  |
|  |                      |
|  | Triceratops horridus |
|  |                      |

|  | Torosaurus latus     |
|  |                      |
|  | Torosaurus utahensis |
|  |                      |

|  | Triceratops prorsus  |
|  |                      |
|  | Triceratops horridus |
|  |                      |

|  | Torosaurus latus     |
|  |                      |
|  | Torosaurus utahensis |
|  |                      |

|  | Triceratops prorsus  |
|  |                      |
|  | Triceratops horridus |
|  |                      |

|  | Torosaurus latus     |
|  |                      |
|  | Torosaurus utahensis |
|  |                      |

|  | Triceratops prorsus  |
|  |                      |
|  | Triceratops horridus |
|  |                      |

|  | Torosaurus latus     |
|  |                      |
|  | Torosaurus utahensis |
|  |                      |

|  | Triceratops prorsus  |
|  |                      |
|  | Triceratops horridus |
|  |                      |

|  | Torosaurus latus     |
|  |                      |
|  | Torosaurus utahensis |
|  |                      |

|  | Triceratops prorsus  |
|  |                      |
|  | Triceratops horridus |
|  |                      |

|  | Torosaurus latus     |
|  |                      |
|  | Torosaurus utahensis |
|  |                      |

|  | Triceratops prorsus  |
|  |                      |
|  | Triceratops horridus |
|  |                      |

|  | Anchiceratops ornatus     |
|  |                           |
|  | Arrhinoceratops brachyops |
|  |                           |

|  | Torosaurus latus     |
|  |                      |
|  | Torosaurus utahensis |
|  |                      |

|  | Triceratops prorsus  |
|  |                      |
|  | Triceratops horridus |
|  |                      |

|  | Torosaurus latus     |
|  |                      |
|  | Torosaurus utahensis |
|  |                      |

|  | Triceratops prorsus  |
|  |                      |
|  | Triceratops horridus |
|  |                      |

|  | Torosaurus latus     |
|  |                      |
|  | Torosaurus utahensis |
|  |                      |

|  | Triceratops prorsus  |
|  |                      |
|  | Triceratops horridus |
|  |                      |

|  | Torosaurus latus     |
|  |                      |
|  | Torosaurus utahensis |
|  |                      |

|  | Triceratops prorsus  |
|  |                      |
|  | Triceratops horridus |
|  |                      |

|  | Torosaurus latus     |
|  |                      |
|  | Torosaurus utahensis |
|  |                      |

|  | Triceratops prorsus  |
|  |                      |
|  | Triceratops horridus |
|  |                      |

|  | Torosaurus latus     |
|  |                      |
|  | Torosaurus utahensis |
|  |                      |

|  | Triceratops prorsus  |
|  |                      |
|  | Triceratops horridus |
|  |                      |

|  | Torosaurus latus     |
|  |                      |
|  | Torosaurus utahensis |
|  |                      |

|  | Triceratops prorsus  |
|  |                      |
|  | Triceratops horridus |
|  |                      |

|  | Torosaurus latus     |
|  |                      |
|  | Torosaurus utahensis |
|  |                      |

|  | Triceratops prorsus  |
|  |                      |
|  | Triceratops horridus |
|  |                      |

|  | Torosaurus latus     |
|  |                      |
|  | Torosaurus utahensis |
|  |                      |

|  | Triceratops prorsus  |
|  |                      |
|  | Triceratops horridus |
|  |                      |

|  | Torosaurus latus     |
|  |                      |
|  | Torosaurus utahensis |
|  |                      |

|  | Triceratops prorsus  |
|  |                      |
|  | Triceratops horridus |
|  |                      |

|  | Torosaurus latus     |
|  |                      |
|  | Torosaurus utahensis |
|  |                      |

|  | Triceratops prorsus  |
|  |                      |
|  | Triceratops horridus |
|  |                      |

|  | Torosaurus latus     |
|  |                      |
|  | Torosaurus utahensis |
|  |                      |

|  | Triceratops prorsus  |
|  |                      |
|  | Triceratops horridus |
|  |                      |

|  | Torosaurus latus     |
|  |                      |
|  | Torosaurus utahensis |
|  |                      |

|  | Triceratops prorsus  |
|  |                      |
|  | Triceratops horridus |
|  |                      |

|  | Torosaurus latus     |
|  |                      |
|  | Torosaurus utahensis |
|  |                      |

|  | Triceratops prorsus  |
|  |                      |
|  | Triceratops horridus |
|  |                      |

|  | Torosaurus latus     |
|  |                      |
|  | Torosaurus utahensis |
|  |                      |

|  | Triceratops prorsus  |
|  |                      |
|  | Triceratops horridus |
|  |                      |

|  | Torosaurus latus     |
|  |                      |
|  | Torosaurus utahensis |
|  |                      |

|  | Triceratops prorsus  |
|  |                      |
|  | Triceratops horridus |
|  |                      |

|  | Torosaurus latus     |
|  |                      |
|  | Torosaurus utahensis |
|  |                      |

|  | Triceratops prorsus  |
|  |                      |
|  | Triceratops horridus |
|  |                      |

|  | Torosaurus latus     |
|  |                      |
|  | Torosaurus utahensis |
|  |                      |

|  | Triceratops prorsus  |
|  |                      |
|  | Triceratops horridus |
|  |                      |

|  | Torosaurus latus     |
|  |                      |
|  | Torosaurus utahensis |
|  |                      |

|  | Triceratops prorsus  |
|  |                      |
|  | Triceratops horridus |
|  |                      |

|  | Torosaurus latus     |
|  |                      |
|  | Torosaurus utahensis |
|  |                      |

|  | Triceratops prorsus  |
|  |                      |
|  | Triceratops horridus |
|  |                      |

|  | Torosaurus latus     |
|  |                      |
|  | Torosaurus utahensis |
|  |                      |

|  | Triceratops prorsus  |
|  |                      |
|  | Triceratops horridus |
|  |                      |

|  | Torosaurus latus     |
|  |                      |
|  | Torosaurus utahensis |
|  |                      |

|  | Triceratops prorsus  |
|  |                      |
|  | Triceratops horridus |
|  |                      |

|  | Torosaurus latus     |
|  |                      |
|  | Torosaurus utahensis |
|  |                      |

|  | Triceratops prorsus  |
|  |                      |
|  | Triceratops horridus |
|  |                      |

|  | Torosaurus latus     |
|  |                      |
|  | Torosaurus utahensis |
|  |                      |

|  | Triceratops prorsus  |
|  |                      |
|  | Triceratops horridus |
|  |                      |

|  | Torosaurus latus     |
|  |                      |
|  | Torosaurus utahensis |
|  |                      |

|  | Triceratops prorsus  |
|  |                      |
|  | Triceratops horridus |
|  |                      |

|  | Torosaurus latus     |
|  |                      |
|  | Torosaurus utahensis |
|  |                      |

|  | Triceratops prorsus  |
|  |                      |
|  | Triceratops horridus |
|  |                      |

|  | Torosaurus latus     |
|  |                      |
|  | Torosaurus utahensis |
|  |                      |

|  | Triceratops prorsus  |
|  |                      |
|  | Triceratops horridus |
|  |                      |

|  | Torosaurus latus     |
|  |                      |
|  | Torosaurus utahensis |
|  |                      |

|  | Triceratops prorsus  |
|  |                      |
|  | Triceratops horridus |
|  |                      |

|  | Torosaurus latus     |
|  |                      |
|  | Torosaurus utahensis |
|  |                      |

|  | Triceratops prorsus  |
|  |                      |
|  | Triceratops horridus |
|  |                      |

|  | Torosaurus latus     |
|  |                      |
|  | Torosaurus utahensis |
|  |                      |

|  | Triceratops prorsus  |
|  |                      |
|  | Triceratops horridus |
|  |                      |

|  | Torosaurus latus     |
|  |                      |
|  | Torosaurus utahensis |
|  |                      |

|  | Triceratops prorsus  |
|  |                      |
|  | Triceratops horridus |
|  |                      |

|  | Torosaurus latus     |
|  |                      |
|  | Torosaurus utahensis |
|  |                      |

|  | Triceratops prorsus  |
|  |                      |
|  | Triceratops horridus |
|  |                      |

|  | Torosaurus latus     |
|  |                      |
|  | Torosaurus utahensis |
|  |                      |

|  | Triceratops prorsus  |
|  |                      |
|  | Triceratops horridus |
|  |                      |

|  | Torosaurus latus     |
|  |                      |
|  | Torosaurus utahensis |
|  |                      |

|  | Triceratops prorsus  |
|  |                      |
|  | Triceratops horridus |
|  |                      |

|  | Torosaurus latus     |
|  |                      |
|  | Torosaurus utahensis |
|  |                      |

|  | Triceratops prorsus  |
|  |                      |
|  | Triceratops horridus |
|  |                      |

|  | Torosaurus latus     |
|  |                      |
|  | Torosaurus utahensis |
|  |                      |

|  | Triceratops prorsus  |
|  |                      |
|  | Triceratops horridus |
|  |                      |

|  | Torosaurus latus     |
|  |                      |
|  | Torosaurus utahensis |
|  |                      |

|  | Triceratops prorsus  |
|  |                      |
|  | Triceratops horridus |
|  |                      |

|  | Torosaurus latus     |
|  |                      |
|  | Torosaurus utahensis |
|  |                      |

|  | Triceratops prorsus  |
|  |                      |
|  | Triceratops horridus |
|  |                      |

|  | Torosaurus latus     |
|  |                      |
|  | Torosaurus utahensis |
|  |                      |

|  | Triceratops prorsus  |
|  |                      |
|  | Triceratops horridus |
|  |                      |

|  | Torosaurus latus     |
|  |                      |
|  | Torosaurus utahensis |
|  |                      |

|  | Triceratops prorsus  |
|  |                      |
|  | Triceratops horridus |
|  |                      |

|  | Torosaurus latus     |
|  |                      |
|  | Torosaurus utahensis |
|  |                      |

|  | Triceratops prorsus  |
|  |                      |
|  | Triceratops horridus |
|  |                      |

|  | Torosaurus latus     |
|  |                      |
|  | Torosaurus utahensis |
|  |                      |

|  | Triceratops prorsus  |
|  |                      |
|  | Triceratops horridus |
|  |                      |

|  | Torosaurus latus     |
|  |                      |
|  | Torosaurus utahensis |
|  |                      |

|  | Triceratops prorsus  |
|  |                      |
|  | Triceratops horridus |
|  |                      |

|  | Torosaurus latus     |
|  |                      |
|  | Torosaurus utahensis |
|  |                      |

|  | Triceratops prorsus  |
|  |                      |
|  | Triceratops horridus |
|  |                      |

|  | Torosaurus latus     |
|  |                      |
|  | Torosaurus utahensis |
|  |                      |

|  | Triceratops prorsus  |
|  |                      |
|  | Triceratops horridus |
|  |                      |

|  | Torosaurus latus     |
|  |                      |
|  | Torosaurus utahensis |
|  |                      |

|  | Triceratops prorsus  |
|  |                      |
|  | Triceratops horridus |
|  |                      |

|  | Torosaurus latus     |
|  |                      |
|  | Torosaurus utahensis |
|  |                      |

|  | Triceratops prorsus  |
|  |                      |
|  | Triceratops horridus |
|  |                      |

|  | Torosaurus latus     |
|  |                      |
|  | Torosaurus utahensis |
|  |                      |

|  | Triceratops prorsus  |
|  |                      |
|  | Triceratops horridus |
|  |                      |

|  | Torosaurus latus     |
|  |                      |
|  | Torosaurus utahensis |
|  |                      |

|  | Triceratops prorsus  |
|  |                      |
|  | Triceratops horridus |
|  |                      |

|  | Torosaurus latus     |
|  |                      |
|  | Torosaurus utahensis |
|  |                      |

|  | Triceratops prorsus  |
|  |                      |
|  | Triceratops horridus |
|  |                      |

|  | Torosaurus latus     |
|  |                      |
|  | Torosaurus utahensis |
|  |                      |

|  | Triceratops prorsus  |
|  |                      |
|  | Triceratops horridus |
|  |                      |

|  | Torosaurus latus     |
|  |                      |
|  | Torosaurus utahensis |
|  |                      |

|  | Triceratops prorsus  |
|  |                      |
|  | Triceratops horridus |
|  |                      |

|  | Torosaurus latus     |
|  |                      |
|  | Torosaurus utahensis |
|  |                      |

|  | Triceratops prorsus  |
|  |                      |
|  | Triceratops horridus |
|  |                      |

|  | Torosaurus latus     |
|  |                      |
|  | Torosaurus utahensis |
|  |                      |

|  | Triceratops prorsus  |
|  |                      |
|  | Triceratops horridus |
|  |                      |

|  | Torosaurus latus     |
|  |                      |
|  | Torosaurus utahensis |
|  |                      |

|  | Triceratops prorsus  |
|  |                      |
|  | Triceratops horridus |
|  |                      |

|  | Torosaurus latus     |
|  |                      |
|  | Torosaurus utahensis |
|  |                      |

|  | Triceratops prorsus  |
|  |                      |
|  | Triceratops horridus |
|  |                      |

|  | Torosaurus latus     |
|  |                      |
|  | Torosaurus utahensis |
|  |                      |

|  | Triceratops prorsus  |
|  |                      |
|  | Triceratops horridus |
|  |                      |

|  | Torosaurus latus     |
|  |                      |
|  | Torosaurus utahensis |
|  |                      |

|  | Triceratops prorsus  |
|  |                      |
|  | Triceratops horridus |
|  |                      |

|  | Torosaurus latus     |
|  |                      |
|  | Torosaurus utahensis |
|  |                      |

|  | Triceratops prorsus  |
|  |                      |
|  | Triceratops horridus |
|  |                      |

|  | Torosaurus latus     |
|  |                      |
|  | Torosaurus utahensis |
|  |                      |

|  | Triceratops prorsus  |
|  |                      |
|  | Triceratops horridus |
|  |                      |

|  | Torosaurus latus     |
|  |                      |
|  | Torosaurus utahensis |
|  |                      |

|  | Triceratops prorsus  |
|  |                      |
|  | Triceratops horridus |
|  |                      |

|  | Torosaurus latus     |
|  |                      |
|  | Torosaurus utahensis |
|  |                      |

|  | Triceratops prorsus  |
|  |                      |
|  | Triceratops horridus |
|  |                      |

|  | Torosaurus latus     |
|  |                      |
|  | Torosaurus utahensis |
|  |                      |

|  | Triceratops prorsus  |
|  |                      |
|  | Triceratops horridus |
|  |                      |

|  | Torosaurus latus     |
|  |                      |
|  | Torosaurus utahensis |
|  |                      |

|  | Triceratops prorsus  |
|  |                      |
|  | Triceratops horridus |
|  |                      |

|  | \| \| Chasmosaurus belli \| \| \| \| \| \| Chasmosaurus russeli \| \| \| \| |
|  |                                                                             |
|  | Mojoceratops perifania                                                      |
|  |                                                                             |
|  | Chasmosaurus belli                                                          |
|  |                                                                             |
|  | Chasmosaurus russeli                                                        |
|  |                                                                             |

|  | Chasmosaurus belli   |
|  |                      |
|  | Chasmosaurus russeli |
|  |                      |

|  | \| \| Chasmosaurus belli \| \| \| \| \| \| Chasmosaurus russeli \| \| \| \| |
|  |                                                                             |
|  | Mojoceratops perifania                                                      |
|  |                                                                             |
|  | Chasmosaurus belli                                                          |
|  |                                                                             |
|  | Chasmosaurus russeli                                                        |
|  |                                                                             |

|  | Chasmosaurus belli   |
|  |                      |
|  | Chasmosaurus russeli |
|  |                      |

|  | Utahceratops gettyi       |
|  |                           |
|  | Pentaceratops sternbergii |
|  |                           |

|  | \| \| Chasmosaurus belli \| \| \| \| \| \| Chasmosaurus russeli \| \| \| \| |
|  |                                                                             |
|  | Mojoceratops perifania                                                      |
|  |                                                                             |
|  | Chasmosaurus belli                                                          |
|  |                                                                             |
|  | Chasmosaurus russeli                                                        |
|  |                                                                             |

|  | Chasmosaurus belli   |
|  |                      |
|  | Chasmosaurus russeli |
|  |                      |

|  | \| \| Chasmosaurus belli \| \| \| \| \| \| Chasmosaurus russeli \| \| \| \| |
|  |                                                                             |
|  | Mojoceratops perifania                                                      |
|  |                                                                             |
|  | Chasmosaurus belli                                                          |
|  |                                                                             |
|  | Chasmosaurus russeli                                                        |
|  |                                                                             |

|  | Chasmosaurus belli   |
|  |                      |
|  | Chasmosaurus russeli |
|  |                      |

|  | Utahceratops gettyi       |
|  |                           |
|  | Pentaceratops sternbergii |
|  |                           |

|  | Bravoceratops polyphemus     |
|  |                              |
|  | Coahuilaceratops magnacuerna |
|  |                              |

|  | \| \| Chasmosaurus belli \| \| \| \| \| \| Chasmosaurus russeli \| \| \| \| |
|  |                                                                             |
|  | Mojoceratops perifania                                                      |
|  |                                                                             |
|  | Chasmosaurus belli                                                          |
|  |                                                                             |
|  | Chasmosaurus russeli                                                        |
|  |                                                                             |

|  | Chasmosaurus belli   |
|  |                      |
|  | Chasmosaurus russeli |
|  |                      |

|  | \| \| Chasmosaurus belli \| \| \| \| \| \| Chasmosaurus russeli \| \| \| \| |
|  |                                                                             |
|  | Mojoceratops perifania                                                      |
|  |                                                                             |
|  | Chasmosaurus belli                                                          |
|  |                                                                             |
|  | Chasmosaurus russeli                                                        |
|  |                                                                             |

|  | Chasmosaurus belli   |
|  |                      |
|  | Chasmosaurus russeli |
|  |                      |

|  | Utahceratops gettyi       |
|  |                           |
|  | Pentaceratops sternbergii |
|  |                           |

|  | \| \| Chasmosaurus belli \| \| \| \| \| \| Chasmosaurus russeli \| \| \| \| |
|  |                                                                             |
|  | Mojoceratops perifania                                                      |
|  |                                                                             |
|  | Chasmosaurus belli                                                          |
|  |                                                                             |
|  | Chasmosaurus russeli                                                        |
|  |                                                                             |

|  | Chasmosaurus belli   |
|  |                      |
|  | Chasmosaurus russeli |
|  |                      |

|  | \| \| Chasmosaurus belli \| \| \| \| \| \| Chasmosaurus russeli \| \| \| \| |
|  |                                                                             |
|  | Mojoceratops perifania                                                      |
|  |                                                                             |
|  | Chasmosaurus belli                                                          |
|  |                                                                             |
|  | Chasmosaurus russeli                                                        |
|  |                                                                             |

|  | Chasmosaurus belli   |
|  |                      |
|  | Chasmosaurus russeli |
|  |                      |

|  | Utahceratops gettyi       |
|  |                           |
|  | Pentaceratops sternbergii |
|  |                           |

|  | Bravoceratops polyphemus     |
|  |                              |
|  | Coahuilaceratops magnacuerna |
|  |                              |

|  | Anchiceratops ornatus     |
|  |                           |
|  | Arrhinoceratops brachyops |
|  |                           |

|  | Torosaurus latus     |
|  |                      |
|  | Torosaurus utahensis |
|  |                      |

|  | Triceratops prorsus  |
|  |                      |
|  | Triceratops horridus |
|  |                      |

|  | Torosaurus latus     |
|  |                      |
|  | Torosaurus utahensis |
|  |                      |

|  | Triceratops prorsus  |
|  |                      |
|  | Triceratops horridus |
|  |                      |

|  | Torosaurus latus     |
|  |                      |
|  | Torosaurus utahensis |
|  |                      |

|  | Triceratops prorsus  |
|  |                      |
|  | Triceratops horridus |
|  |                      |

|  | Torosaurus latus     |
|  |                      |
|  | Torosaurus utahensis |
|  |                      |

|  | Triceratops prorsus  |
|  |                      |
|  | Triceratops horridus |
|  |                      |

|  | Torosaurus latus     |
|  |                      |
|  | Torosaurus utahensis |
|  |                      |

|  | Triceratops prorsus  |
|  |                      |
|  | Triceratops horridus |
|  |                      |

|  | Torosaurus latus     |
|  |                      |
|  | Torosaurus utahensis |
|  |                      |

|  | Triceratops prorsus  |
|  |                      |
|  | Triceratops horridus |
|  |                      |

|  | Torosaurus latus     |
|  |                      |
|  | Torosaurus utahensis |
|  |                      |

|  | Triceratops prorsus  |
|  |                      |
|  | Triceratops horridus |
|  |                      |

|  | Torosaurus latus     |
|  |                      |
|  | Torosaurus utahensis |
|  |                      |

|  | Triceratops prorsus  |
|  |                      |
|  | Triceratops horridus |
|  |                      |

|  | Torosaurus latus     |
|  |                      |
|  | Torosaurus utahensis |
|  |                      |

|  | Triceratops prorsus  |
|  |                      |
|  | Triceratops horridus |
|  |                      |

|  | Torosaurus latus     |
|  |                      |
|  | Torosaurus utahensis |
|  |                      |

|  | Triceratops prorsus  |
|  |                      |
|  | Triceratops horridus |
|  |                      |

|  | Torosaurus latus     |
|  |                      |
|  | Torosaurus utahensis |
|  |                      |

|  | Triceratops prorsus  |
|  |                      |
|  | Triceratops horridus |
|  |                      |

|  | Torosaurus latus     |
|  |                      |
|  | Torosaurus utahensis |
|  |                      |

|  | Triceratops prorsus  |
|  |                      |
|  | Triceratops horridus |
|  |                      |

|  | Torosaurus latus     |
|  |                      |
|  | Torosaurus utahensis |
|  |                      |

|  | Triceratops prorsus  |
|  |                      |
|  | Triceratops horridus |
|  |                      |

|  | Torosaurus latus     |
|  |                      |
|  | Torosaurus utahensis |
|  |                      |

|  | Triceratops prorsus  |
|  |                      |
|  | Triceratops horridus |
|  |                      |

|  | Torosaurus latus     |
|  |                      |
|  | Torosaurus utahensis |
|  |                      |

|  | Triceratops prorsus  |
|  |                      |
|  | Triceratops horridus |
|  |                      |

|  | Torosaurus latus     |
|  |                      |
|  | Torosaurus utahensis |
|  |                      |

|  | Triceratops prorsus  |
|  |                      |
|  | Triceratops horridus |
|  |                      |

|  | Torosaurus latus     |
|  |                      |
|  | Torosaurus utahensis |
|  |                      |

|  | Triceratops prorsus  |
|  |                      |
|  | Triceratops horridus |
|  |                      |

|  | Torosaurus latus     |
|  |                      |
|  | Torosaurus utahensis |
|  |                      |

|  | Triceratops prorsus  |
|  |                      |
|  | Triceratops horridus |
|  |                      |

|  | Torosaurus latus     |
|  |                      |
|  | Torosaurus utahensis |
|  |                      |

|  | Triceratops prorsus  |
|  |                      |
|  | Triceratops horridus |
|  |                      |

|  | Torosaurus latus     |
|  |                      |
|  | Torosaurus utahensis |
|  |                      |

|  | Triceratops prorsus  |
|  |                      |
|  | Triceratops horridus |
|  |                      |

|  | Torosaurus latus     |
|  |                      |
|  | Torosaurus utahensis |
|  |                      |

|  | Triceratops prorsus  |
|  |                      |
|  | Triceratops horridus |
|  |                      |

|  | Torosaurus latus     |
|  |                      |
|  | Torosaurus utahensis |
|  |                      |

|  | Triceratops prorsus  |
|  |                      |
|  | Triceratops horridus |
|  |                      |

|  | Torosaurus latus     |
|  |                      |
|  | Torosaurus utahensis |
|  |                      |

|  | Triceratops prorsus  |
|  |                      |
|  | Triceratops horridus |
|  |                      |

|  | Torosaurus latus     |
|  |                      |
|  | Torosaurus utahensis |
|  |                      |

|  | Triceratops prorsus  |
|  |                      |
|  | Triceratops horridus |
|  |                      |

|  | Torosaurus latus     |
|  |                      |
|  | Torosaurus utahensis |
|  |                      |

|  | Triceratops prorsus  |
|  |                      |
|  | Triceratops horridus |
|  |                      |

|  | Torosaurus latus     |
|  |                      |
|  | Torosaurus utahensis |
|  |                      |

|  | Triceratops prorsus  |
|  |                      |
|  | Triceratops horridus |
|  |                      |

|  | Torosaurus latus     |
|  |                      |
|  | Torosaurus utahensis |
|  |                      |

|  | Triceratops prorsus  |
|  |                      |
|  | Triceratops horridus |
|  |                      |

|  | Torosaurus latus     |
|  |                      |
|  | Torosaurus utahensis |
|  |                      |

|  | Triceratops prorsus  |
|  |                      |
|  | Triceratops horridus |
|  |                      |

|  | Torosaurus latus     |
|  |                      |
|  | Torosaurus utahensis |
|  |                      |

|  | Triceratops prorsus  |
|  |                      |
|  | Triceratops horridus |
|  |                      |

|  | Torosaurus latus     |
|  |                      |
|  | Torosaurus utahensis |
|  |                      |

|  | Triceratops prorsus  |
|  |                      |
|  | Triceratops horridus |
|  |                      |

|  | Torosaurus latus     |
|  |                      |
|  | Torosaurus utahensis |
|  |                      |

|  | Triceratops prorsus  |
|  |                      |
|  | Triceratops horridus |
|  |                      |

|  | Torosaurus latus     |
|  |                      |
|  | Torosaurus utahensis |
|  |                      |

|  | Triceratops prorsus  |
|  |                      |
|  | Triceratops horridus |
|  |                      |

|  | Torosaurus latus     |
|  |                      |
|  | Torosaurus utahensis |
|  |                      |

|  | Triceratops prorsus  |
|  |                      |
|  | Triceratops horridus |
|  |                      |

|  | Torosaurus latus     |
|  |                      |
|  | Torosaurus utahensis |
|  |                      |

|  | Triceratops prorsus  |
|  |                      |
|  | Triceratops horridus |
|  |                      |

|  | Torosaurus latus     |
|  |                      |
|  | Torosaurus utahensis |
|  |                      |

|  | Triceratops prorsus  |
|  |                      |
|  | Triceratops horridus |
|  |                      |

|  | Torosaurus latus     |
|  |                      |
|  | Torosaurus utahensis |
|  |                      |

|  | Triceratops prorsus  |
|  |                      |
|  | Triceratops horridus |
|  |                      |

|  | Torosaurus latus     |
|  |                      |
|  | Torosaurus utahensis |
|  |                      |

|  | Triceratops prorsus  |
|  |                      |
|  | Triceratops horridus |
|  |                      |

|  | Torosaurus latus     |
|  |                      |
|  | Torosaurus utahensis |
|  |                      |

|  | Triceratops prorsus  |
|  |                      |
|  | Triceratops horridus |
|  |                      |

|  | Torosaurus latus     |
|  |                      |
|  | Torosaurus utahensis |
|  |                      |

|  | Triceratops prorsus  |
|  |                      |
|  | Triceratops horridus |
|  |                      |

|  | Torosaurus latus     |
|  |                      |
|  | Torosaurus utahensis |
|  |                      |

|  | Triceratops prorsus  |
|  |                      |
|  | Triceratops horridus |
|  |                      |

|  | Torosaurus latus     |
|  |                      |
|  | Torosaurus utahensis |
|  |                      |

|  | Triceratops prorsus  |
|  |                      |
|  | Triceratops horridus |
|  |                      |

|  | Torosaurus latus     |
|  |                      |
|  | Torosaurus utahensis |
|  |                      |

|  | Triceratops prorsus  |
|  |                      |
|  | Triceratops horridus |
|  |                      |

|  | Torosaurus latus     |
|  |                      |
|  | Torosaurus utahensis |
|  |                      |

|  | Triceratops prorsus  |
|  |                      |
|  | Triceratops horridus |
|  |                      |

|  | Torosaurus latus     |
|  |                      |
|  | Torosaurus utahensis |
|  |                      |

|  | Triceratops prorsus  |
|  |                      |
|  | Triceratops horridus |
|  |                      |

|  | Torosaurus latus     |
|  |                      |
|  | Torosaurus utahensis |
|  |                      |

|  | Triceratops prorsus  |
|  |                      |
|  | Triceratops horridus |
|  |                      |

|  | Torosaurus latus     |
|  |                      |
|  | Torosaurus utahensis |
|  |                      |

|  | Triceratops prorsus  |
|  |                      |
|  | Triceratops horridus |
|  |                      |

|  | Torosaurus latus     |
|  |                      |
|  | Torosaurus utahensis |
|  |                      |

|  | Triceratops prorsus  |
|  |                      |
|  | Triceratops horridus |
|  |                      |

|  | Torosaurus latus     |
|  |                      |
|  | Torosaurus utahensis |
|  |                      |

|  | Triceratops prorsus  |
|  |                      |
|  | Triceratops horridus |
|  |                      |

|  | Torosaurus latus     |
|  |                      |
|  | Torosaurus utahensis |
|  |                      |

|  | Triceratops prorsus  |
|  |                      |
|  | Triceratops horridus |
|  |                      |

|  | Torosaurus latus     |
|  |                      |
|  | Torosaurus utahensis |
|  |                      |

|  | Triceratops prorsus  |
|  |                      |
|  | Triceratops horridus |
|  |                      |

|  | Torosaurus latus     |
|  |                      |
|  | Torosaurus utahensis |
|  |                      |

|  | Triceratops prorsus  |
|  |                      |
|  | Triceratops horridus |
|  |                      |

|  | Torosaurus latus     |
|  |                      |
|  | Torosaurus utahensis |
|  |                      |

|  | Triceratops prorsus  |
|  |                      |
|  | Triceratops horridus |
|  |                      |

|  | Torosaurus latus     |
|  |                      |
|  | Torosaurus utahensis |
|  |                      |

|  | Triceratops prorsus  |
|  |                      |
|  | Triceratops horridus |
|  |                      |

|  | Torosaurus latus     |
|  |                      |
|  | Torosaurus utahensis |
|  |                      |

|  | Triceratops prorsus  |
|  |                      |
|  | Triceratops horridus |
|  |                      |

|  | Torosaurus latus     |
|  |                      |
|  | Torosaurus utahensis |
|  |                      |

|  | Triceratops prorsus  |
|  |                      |
|  | Triceratops horridus |
|  |                      |

|  | Torosaurus latus     |
|  |                      |
|  | Torosaurus utahensis |
|  |                      |

|  | Triceratops prorsus  |
|  |                      |
|  | Triceratops horridus |
|  |                      |

|  | Torosaurus latus     |
|  |                      |
|  | Torosaurus utahensis |
|  |                      |

|  | Triceratops prorsus  |
|  |                      |
|  | Triceratops horridus |
|  |                      |

|  | Torosaurus latus     |
|  |                      |
|  | Torosaurus utahensis |
|  |                      |

|  | Triceratops prorsus  |
|  |                      |
|  | Triceratops horridus |
|  |                      |

|  | Torosaurus latus     |
|  |                      |
|  | Torosaurus utahensis |
|  |                      |

|  | Triceratops prorsus  |
|  |                      |
|  | Triceratops horridus |
|  |                      |

|  | Torosaurus latus     |
|  |                      |
|  | Torosaurus utahensis |
|  |                      |

|  | Triceratops prorsus  |
|  |                      |
|  | Triceratops horridus |
|  |                      |

|  | Torosaurus latus     |
|  |                      |
|  | Torosaurus utahensis |
|  |                      |

|  | Triceratops prorsus  |
|  |                      |
|  | Triceratops horridus |
|  |                      |

|  | Torosaurus latus     |
|  |                      |
|  | Torosaurus utahensis |
|  |                      |

|  | Triceratops prorsus  |
|  |                      |
|  | Triceratops horridus |
|  |                      |

|  | Torosaurus latus     |
|  |                      |
|  | Torosaurus utahensis |
|  |                      |

|  | Triceratops prorsus  |
|  |                      |
|  | Triceratops horridus |
|  |                      |

|  | Torosaurus latus     |
|  |                      |
|  | Torosaurus utahensis |
|  |                      |

|  | Triceratops prorsus  |
|  |                      |
|  | Triceratops horridus |
|  |                      |

|  | Anchiceratops ornatus     |
|  |                           |
|  | Arrhinoceratops brachyops |
|  |                           |

|  | Torosaurus latus     |
|  |                      |
|  | Torosaurus utahensis |
|  |                      |

|  | Triceratops prorsus  |
|  |                      |
|  | Triceratops horridus |
|  |                      |

|  | Torosaurus latus     |
|  |                      |
|  | Torosaurus utahensis |
|  |                      |

|  | Triceratops prorsus  |
|  |                      |
|  | Triceratops horridus |
|  |                      |

|  | Torosaurus latus     |
|  |                      |
|  | Torosaurus utahensis |
|  |                      |

|  | Triceratops prorsus  |
|  |                      |
|  | Triceratops horridus |
|  |                      |

|  | Torosaurus latus     |
|  |                      |
|  | Torosaurus utahensis |
|  |                      |

|  | Triceratops prorsus  |
|  |                      |
|  | Triceratops horridus |
|  |                      |

|  | Torosaurus latus     |
|  |                      |
|  | Torosaurus utahensis |
|  |                      |

|  | Triceratops prorsus  |
|  |                      |
|  | Triceratops horridus |
|  |                      |

|  | Torosaurus latus     |
|  |                      |
|  | Torosaurus utahensis |
|  |                      |

|  | Triceratops prorsus  |
|  |                      |
|  | Triceratops horridus |
|  |                      |

|  | Torosaurus latus     |
|  |                      |
|  | Torosaurus utahensis |
|  |                      |

|  | Triceratops prorsus  |
|  |                      |
|  | Triceratops horridus |
|  |                      |

|  | Torosaurus latus     |
|  |                      |
|  | Torosaurus utahensis |
|  |                      |

|  | Triceratops prorsus  |
|  |                      |
|  | Triceratops horridus |
|  |                      |

|  | Torosaurus latus     |
|  |                      |
|  | Torosaurus utahensis |
|  |                      |

|  | Triceratops prorsus  |
|  |                      |
|  | Triceratops horridus |
|  |                      |

|  | Torosaurus latus     |
|  |                      |
|  | Torosaurus utahensis |
|  |                      |

|  | Triceratops prorsus  |
|  |                      |
|  | Triceratops horridus |
|  |                      |

|  | Torosaurus latus     |
|  |                      |
|  | Torosaurus utahensis |
|  |                      |

|  | Triceratops prorsus  |
|  |                      |
|  | Triceratops horridus |
|  |                      |

|  | Torosaurus latus     |
|  |                      |
|  | Torosaurus utahensis |
|  |                      |

|  | Triceratops prorsus  |
|  |                      |
|  | Triceratops horridus |
|  |                      |

|  | Torosaurus latus     |
|  |                      |
|  | Torosaurus utahensis |
|  |                      |

|  | Triceratops prorsus  |
|  |                      |
|  | Triceratops horridus |
|  |                      |

|  | Torosaurus latus     |
|  |                      |
|  | Torosaurus utahensis |
|  |                      |

|  | Triceratops prorsus  |
|  |                      |
|  | Triceratops horridus |
|  |                      |

|  | Torosaurus latus     |
|  |                      |
|  | Torosaurus utahensis |
|  |                      |

|  | Triceratops prorsus  |
|  |                      |
|  | Triceratops horridus |
|  |                      |

|  | Torosaurus latus     |
|  |                      |
|  | Torosaurus utahensis |
|  |                      |

|  | Triceratops prorsus  |
|  |                      |
|  | Triceratops horridus |
|  |                      |

|  | Torosaurus latus     |
|  |                      |
|  | Torosaurus utahensis |
|  |                      |

|  | Triceratops prorsus  |
|  |                      |
|  | Triceratops horridus |
|  |                      |

|  | Torosaurus latus     |
|  |                      |
|  | Torosaurus utahensis |
|  |                      |

|  | Triceratops prorsus  |
|  |                      |
|  | Triceratops horridus |
|  |                      |

|  | Torosaurus latus     |
|  |                      |
|  | Torosaurus utahensis |
|  |                      |

|  | Triceratops prorsus  |
|  |                      |
|  | Triceratops horridus |
|  |                      |

|  | Torosaurus latus     |
|  |                      |
|  | Torosaurus utahensis |
|  |                      |

|  | Triceratops prorsus  |
|  |                      |
|  | Triceratops horridus |
|  |                      |

|  | Torosaurus latus     |
|  |                      |
|  | Torosaurus utahensis |
|  |                      |

|  | Triceratops prorsus  |
|  |                      |
|  | Triceratops horridus |
|  |                      |

|  | Torosaurus latus     |
|  |                      |
|  | Torosaurus utahensis |
|  |                      |

|  | Triceratops prorsus  |
|  |                      |
|  | Triceratops horridus |
|  |                      |

|  | Torosaurus latus     |
|  |                      |
|  | Torosaurus utahensis |
|  |                      |

|  | Triceratops prorsus  |
|  |                      |
|  | Triceratops horridus |
|  |                      |

|  | Torosaurus latus     |
|  |                      |
|  | Torosaurus utahensis |
|  |                      |

|  | Triceratops prorsus  |
|  |                      |
|  | Triceratops horridus |
|  |                      |

|  | Torosaurus latus     |
|  |                      |
|  | Torosaurus utahensis |
|  |                      |

|  | Triceratops prorsus  |
|  |                      |
|  | Triceratops horridus |
|  |                      |

|  | Torosaurus latus     |
|  |                      |
|  | Torosaurus utahensis |
|  |                      |

|  | Triceratops prorsus  |
|  |                      |
|  | Triceratops horridus |
|  |                      |

|  | Torosaurus latus     |
|  |                      |
|  | Torosaurus utahensis |
|  |                      |

|  | Triceratops prorsus  |
|  |                      |
|  | Triceratops horridus |
|  |                      |

|  | Torosaurus latus     |
|  |                      |
|  | Torosaurus utahensis |
|  |                      |

|  | Triceratops prorsus  |
|  |                      |
|  | Triceratops horridus |
|  |                      |

|  | Torosaurus latus     |
|  |                      |
|  | Torosaurus utahensis |
|  |                      |

|  | Triceratops prorsus  |
|  |                      |
|  | Triceratops horridus |
|  |                      |

|  | Torosaurus latus     |
|  |                      |
|  | Torosaurus utahensis |
|  |                      |

|  | Triceratops prorsus  |
|  |                      |
|  | Triceratops horridus |
|  |                      |

|  | Torosaurus latus     |
|  |                      |
|  | Torosaurus utahensis |
|  |                      |

|  | Triceratops prorsus  |
|  |                      |
|  | Triceratops horridus |
|  |                      |

|  | Torosaurus latus     |
|  |                      |
|  | Torosaurus utahensis |
|  |                      |

|  | Triceratops prorsus  |
|  |                      |
|  | Triceratops horridus |
|  |                      |

|  | Torosaurus latus     |
|  |                      |
|  | Torosaurus utahensis |
|  |                      |

|  | Triceratops prorsus  |
|  |                      |
|  | Triceratops horridus |
|  |                      |

|  | Torosaurus latus     |
|  |                      |
|  | Torosaurus utahensis |
|  |                      |

|  | Triceratops prorsus  |
|  |                      |
|  | Triceratops horridus |
|  |                      |

|  | Torosaurus latus     |
|  |                      |
|  | Torosaurus utahensis |
|  |                      |

|  | Triceratops prorsus  |
|  |                      |
|  | Triceratops horridus |
|  |                      |

|  | Torosaurus latus     |
|  |                      |
|  | Torosaurus utahensis |
|  |                      |

|  | Triceratops prorsus  |
|  |                      |
|  | Triceratops horridus |
|  |                      |

|  | Torosaurus latus     |
|  |                      |
|  | Torosaurus utahensis |
|  |                      |

|  | Triceratops prorsus  |
|  |                      |
|  | Triceratops horridus |
|  |                      |

|  | Torosaurus latus     |
|  |                      |
|  | Torosaurus utahensis |
|  |                      |

|  | Triceratops prorsus  |
|  |                      |
|  | Triceratops horridus |
|  |                      |

|  | Torosaurus latus     |
|  |                      |
|  | Torosaurus utahensis |
|  |                      |

|  | Triceratops prorsus  |
|  |                      |
|  | Triceratops horridus |
|  |                      |

|  | Torosaurus latus     |
|  |                      |
|  | Torosaurus utahensis |
|  |                      |

|  | Triceratops prorsus  |
|  |                      |
|  | Triceratops horridus |
|  |                      |

|  | Torosaurus latus     |
|  |                      |
|  | Torosaurus utahensis |
|  |                      |

|  | Triceratops prorsus  |
|  |                      |
|  | Triceratops horridus |
|  |                      |

|  | Torosaurus latus     |
|  |                      |
|  | Torosaurus utahensis |
|  |                      |

|  | Triceratops prorsus  |
|  |                      |
|  | Triceratops horridus |
|  |                      |

|  | Torosaurus latus     |
|  |                      |
|  | Torosaurus utahensis |
|  |                      |

|  | Triceratops prorsus  |
|  |                      |
|  | Triceratops horridus |
|  |                      |

|  | Torosaurus latus     |
|  |                      |
|  | Torosaurus utahensis |
|  |                      |

|  | Triceratops prorsus  |
|  |                      |
|  | Triceratops horridus |
|  |                      |

|  | Torosaurus latus     |
|  |                      |
|  | Torosaurus utahensis |
|  |                      |

|  | Triceratops prorsus  |
|  |                      |
|  | Triceratops horridus |
|  |                      |

|  | Torosaurus latus     |
|  |                      |
|  | Torosaurus utahensis |
|  |                      |

|  | Triceratops prorsus  |
|  |                      |
|  | Triceratops horridus |
|  |                      |

|  | Torosaurus latus     |
|  |                      |
|  | Torosaurus utahensis |
|  |                      |

|  | Triceratops prorsus  |
|  |                      |
|  | Triceratops horridus |
|  |                      |

|  | Torosaurus latus     |
|  |                      |
|  | Torosaurus utahensis |
|  |                      |

|  | Triceratops prorsus  |
|  |                      |
|  | Triceratops horridus |
|  |                      |

|  | Torosaurus latus     |
|  |                      |
|  | Torosaurus utahensis |
|  |                      |

|  | Triceratops prorsus  |
|  |                      |
|  | Triceratops horridus |
|  |                      |

|  | Torosaurus latus     |
|  |                      |
|  | Torosaurus utahensis |
|  |                      |

|  | Triceratops prorsus  |
|  |                      |
|  | Triceratops horridus |
|  |                      |

|  | Torosaurus latus     |
|  |                      |
|  | Torosaurus utahensis |
|  |                      |

|  | Triceratops prorsus  |
|  |                      |
|  | Triceratops horridus |
|  |                      |

|  | Torosaurus latus     |
|  |                      |
|  | Torosaurus utahensis |
|  |                      |

|  | Triceratops prorsus  |
|  |                      |
|  | Triceratops horridus |
|  |                      |

|  | Torosaurus latus     |
|  |                      |
|  | Torosaurus utahensis |
|  |                      |

|  | Triceratops prorsus  |
|  |                      |
|  | Triceratops horridus |
|  |                      |

|  | Torosaurus latus     |
|  |                      |
|  | Torosaurus utahensis |
|  |                      |

|  | Triceratops prorsus  |
|  |                      |
|  | Triceratops horridus |
|  |                      |

|  | Torosaurus latus     |
|  |                      |
|  | Torosaurus utahensis |
|  |                      |

|  | Triceratops prorsus  |
|  |                      |
|  | Triceratops horridus |
|  |                      |

|  | Torosaurus latus     |
|  |                      |
|  | Torosaurus utahensis |
|  |                      |

|  | Triceratops prorsus  |
|  |                      |
|  | Triceratops horridus |
|  |                      |

|  | Torosaurus latus     |
|  |                      |
|  | Torosaurus utahensis |
|  |                      |

|  | Triceratops prorsus  |
|  |                      |
|  | Triceratops horridus |
|  |                      |

|  | Torosaurus latus     |
|  |                      |
|  | Torosaurus utahensis |
|  |                      |

|  | Triceratops prorsus  |
|  |                      |
|  | Triceratops horridus |
|  |                      |

|  | Torosaurus latus     |
|  |                      |
|  | Torosaurus utahensis |
|  |                      |

|  | Triceratops prorsus  |
|  |                      |
|  | Triceratops horridus |
|  |                      |

|  | Torosaurus latus     |
|  |                      |
|  | Torosaurus utahensis |
|  |                      |

|  | Triceratops prorsus  |
|  |                      |
|  | Triceratops horridus |
|  |                      |

|  | Torosaurus latus     |
|  |                      |
|  | Torosaurus utahensis |
|  |                      |

|  | Triceratops prorsus  |
|  |                      |
|  | Triceratops horridus |
|  |                      |

|  | Torosaurus latus     |
|  |                      |
|  | Torosaurus utahensis |
|  |                      |

|  | Triceratops prorsus  |
|  |                      |
|  | Triceratops horridus |
|  |                      |

|  | Torosaurus latus     |
|  |                      |
|  | Torosaurus utahensis |
|  |                      |

|  | Triceratops prorsus  |
|  |                      |
|  | Triceratops horridus |
|  |                      |

|  | Torosaurus latus     |
|  |                      |
|  | Torosaurus utahensis |
|  |                      |

|  | Triceratops prorsus  |
|  |                      |
|  | Triceratops horridus |
|  |                      |

## Paläoökologie
Die Chasmosaurinae zu denen Kosmoceratops gehörte, sind bisher nur im westlichen Nordamerika nachgewiesen. Diese Gegend war während der Oberkreide Teil der Landmasse Laramidia, auf dem die Chasmosaurinae vermutlich endemisch waren. Das Klima Laramidias war größtenteils subtropisch, mit weiten Küstenebenen und Sumpfgebieten. Kosmoceratops teilte sich seinen Lebensraum mit einem weiteren Ceratopsier namens Utahceratops und dem etwas entfernter verwandten Nasutoceratops. Des Weiteren kamen hier Hadrosauridae wie Parasaurolophus und Gryposaurus vor. Kosmoceratops wurde vermutlich von Tyrannosauridae wie dem Teratophoneus bejagt. Jüngere Exemplare könnten auch als Beute für Troodontidae wie Talos gedient haben.